# Landkreis Cochem-Zell
Der Landkreis Cochem-Zell ist eine Gebietskörperschaft in der nördlichen Mitte des Landes Rheinland-Pfalz. Er ist der nach der Einwohnerzahl zweitkleinste Landkreis in Rheinland-Pfalz sowie der sechstkleinste in Deutschland. Kreisstadt und zugleich bevölkerungsreichste Stadt ist Cochem, Deutschlands kleinste Kreisstadt.
Im Kreis befindet sich mit dem Kaiser-Wilhelm-Tunnel einer der längsten Eisenbahntunnel Deutschlands zwischen Cochem und Ediger-Eller, die einzige Glaubersalztherme Deutschlands in Bad Bertrich und der steilste Weinberg Europas am Calmont nahe der Ortsgemeinde Bremm. Im Kreisgebiet an der Mosel wird verbreitet Weinbau betrieben. Bekannt ist die Großlage „Zeller Schwarze Katz“ aus der Gemarkung Zell.

## Geographie

### Lage
Der Landkreis Cochem-Zell liegt mittig im nördlichen Rheinland-Pfalz und ist dünn besiedelt. Mittig durch das Kreisgebiet fließt die Mosel. Nördlich des Flusses befindet sich die Eifel, südlich davon der Hunsrück. Das Kreisgebiet ist etwa zur Hälfte mit Wald bedeckt. Der Landkreis grenzt im Uhrzeigersinn im Norden beginnend an die Landkreise Mayen-Koblenz, Rhein-Hunsrück-Kreis, Bernkastel-Wittlich und Vulkaneifel.

### Naturraum
Der Landkreis weist abwechslungsreiche Landschaftsbilder auf, die von der Altlayer Schweiz über das Moseltal bis hin zu den Maaren in der Eifel reichen. Teile des Landkreises gehören zum UNESCO Geopark „Vulkaneifel“.
Im Landkreis gibt es Vorkommen von Schiefer (Moselschiefer und Hunsrücker Schiefer).

## Städte und Gemeinden
(Einwohner am 31. Dezember 2024)
Verbandsgemeinden mit ihren verbandsangehörigen Gemeinden:
(Sitz der Verbandsgemeinde *)
- 1. Verbandsgemeinde Cochem

1. Beilstein (138)
2. Bremm (690)
3. Briedern (345)
4. Bruttig-Fankel (1116)
5. Cochem, Stadt * (4946)
6. Dohr (622)
7. Ediger-Eller (898)
8. Ellenz-Poltersdorf (812)
9. Ernst (561)
10. Faid (1034)
11. Greimersburg (712)
12. Klotten (1221)
13. Lieg (374)
14. Lütz (277)
15. Mesenich (298)
16. Moselkern (576)
17. Müden (Mosel) (639)
18. Nehren (110)
19. Pommern (Mosel) (411)
20. Senheim (560)
21. Treis-Karden (2120)
22. Valwig (436)
23. Wirfus (235)

- 2. Verbandsgemeinde Kaisersesch

1. Binningen (688)
2. Brachtendorf (243)
3. Brieden (154)
4. Brohl (347)
5. Dünfus (289)
6. Düngenheim (1302)
7. Eppenberg (232)
8. Eulgem (183)
9. Forst (Eifel) (385)
10. Gamlen (546)
11. Hambuch (732)
12. Hauroth (335)
13. Illerich (827)
14. Kaifenheim (787)
15. Kail (291)
16. Kaisersesch, Stadt * (3256)
17. Kalenborn (243)
18. Landkern (923)
19. Laubach (653)
20. Leienkaul (373)
21. Masburg (1064)
22. Möntenich (109)
23. Müllenbach (669)
24. Roes (483)
25. Urmersbach (469)
26. Zettingen (279)

- 3. Verbandsgemeinde Ulmen

1. Alflen (820)
2. Auderath (665)
3. Bad Bertrich (1020)
4. Beuren (436)
5. Büchel (1240)
6. Filz (82)
7. Gevenich (700)
8. Gillenbeuren (254)
9. Kliding (218)
10. Lutzerath (1510)
11. Schmitt (120)
12. Ulmen, Stadt * (3432)
13. Urschmitt (208)
14. Wagenhausen (63)
15. Weiler (267)
16. Wollmerath (202)

- 4. Verbandsgemeinde Zell (Mosel)

1. Alf (826)
2. Altlay (449)
3. Altstrimmig (330)
4. Blankenrath (1678)
5. Briedel (860)
6. Bullay (1648)
7. Forst (Hunsrück) (63)
8. Grenderich (389)
9. Haserich (215)
10. Hesweiler (118)
11. Liesenich (293)
12. Mittelstrimmig (408)
13. Moritzheim (128)
14. Neef (403)
15. Panzweiler (264)
16. Peterswald-Löffelscheid (736)
17. Pünderich (820)
18. Reidenhausen (183)
19. Sankt Aldegund (502)
20. Schauren (413)
21. Sosberg (145)
22. Tellig (306)
23. Walhausen (208)
24. Zell (Mosel), Stadt * (3993)

Ehemalige Gemeinden
Die folgenden Gemeinden verloren seit der Kreisgründung am 7. Juni 1969 ihre Eigenständigkeit:
- Kennfus, am 1. Januar 1975 zu Bad Bertrich
- Löffelscheid, am 7. November 1970 zu Peterswald-Löffelscheid
- Peterswald, am 7. November 1970 zu Peterswald-Löffelscheid

Siehe auch
- Liste der Kommunen im Landkreis Cochem-Zell
- Liste der Orte im Landkreis Cochem-Zell

Fotogalerie
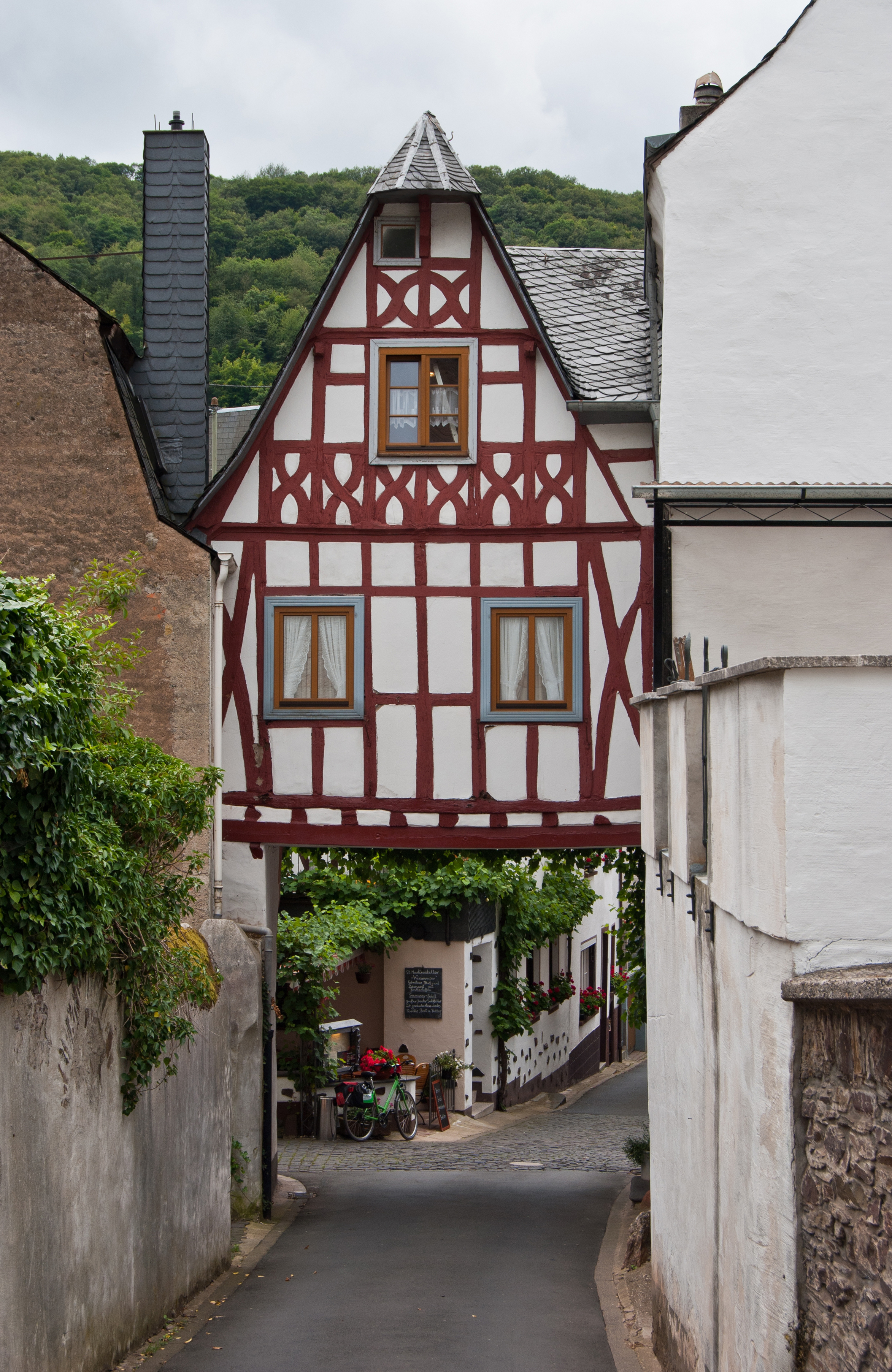
Ediger-Eller
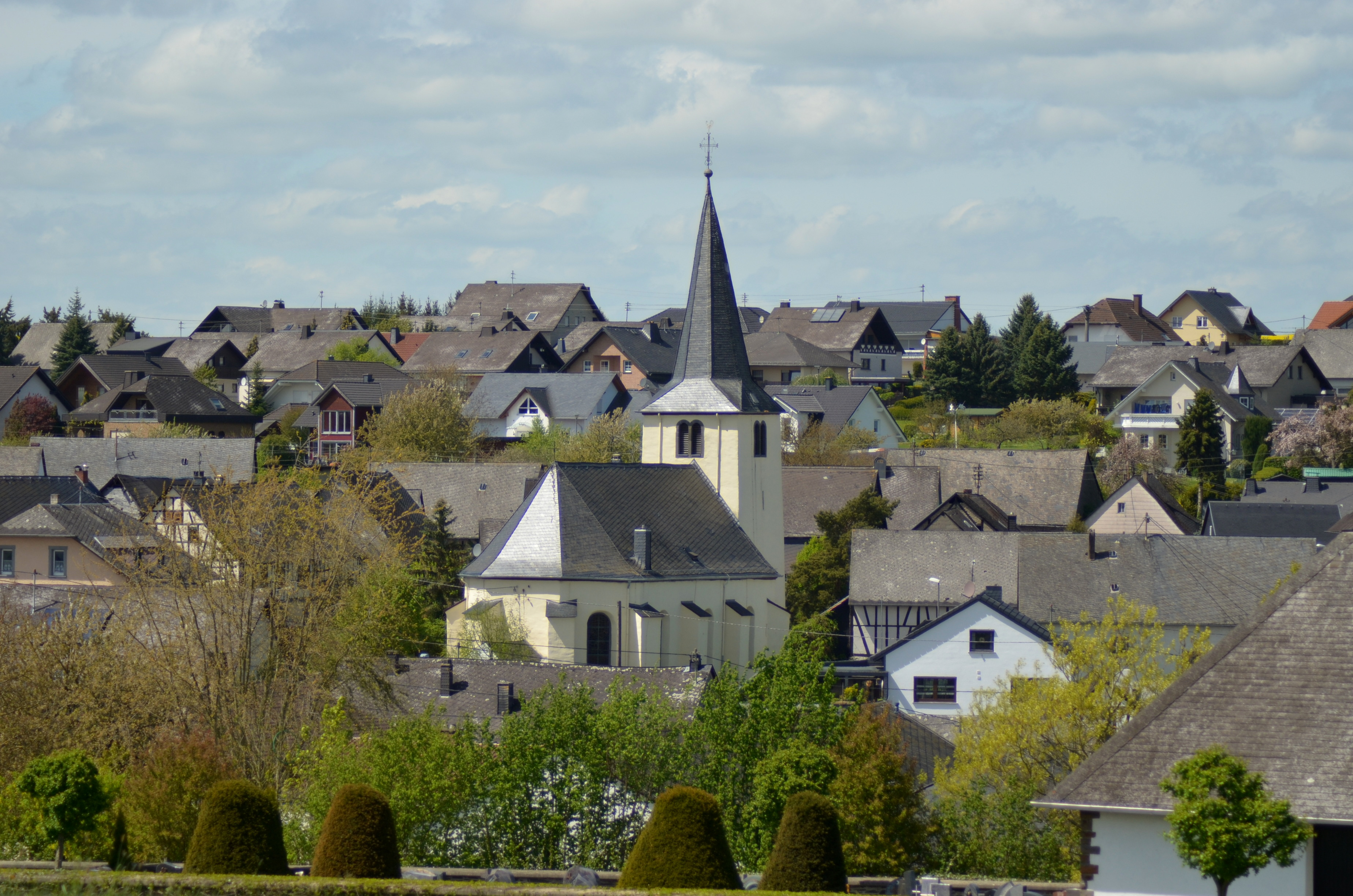
Lieg
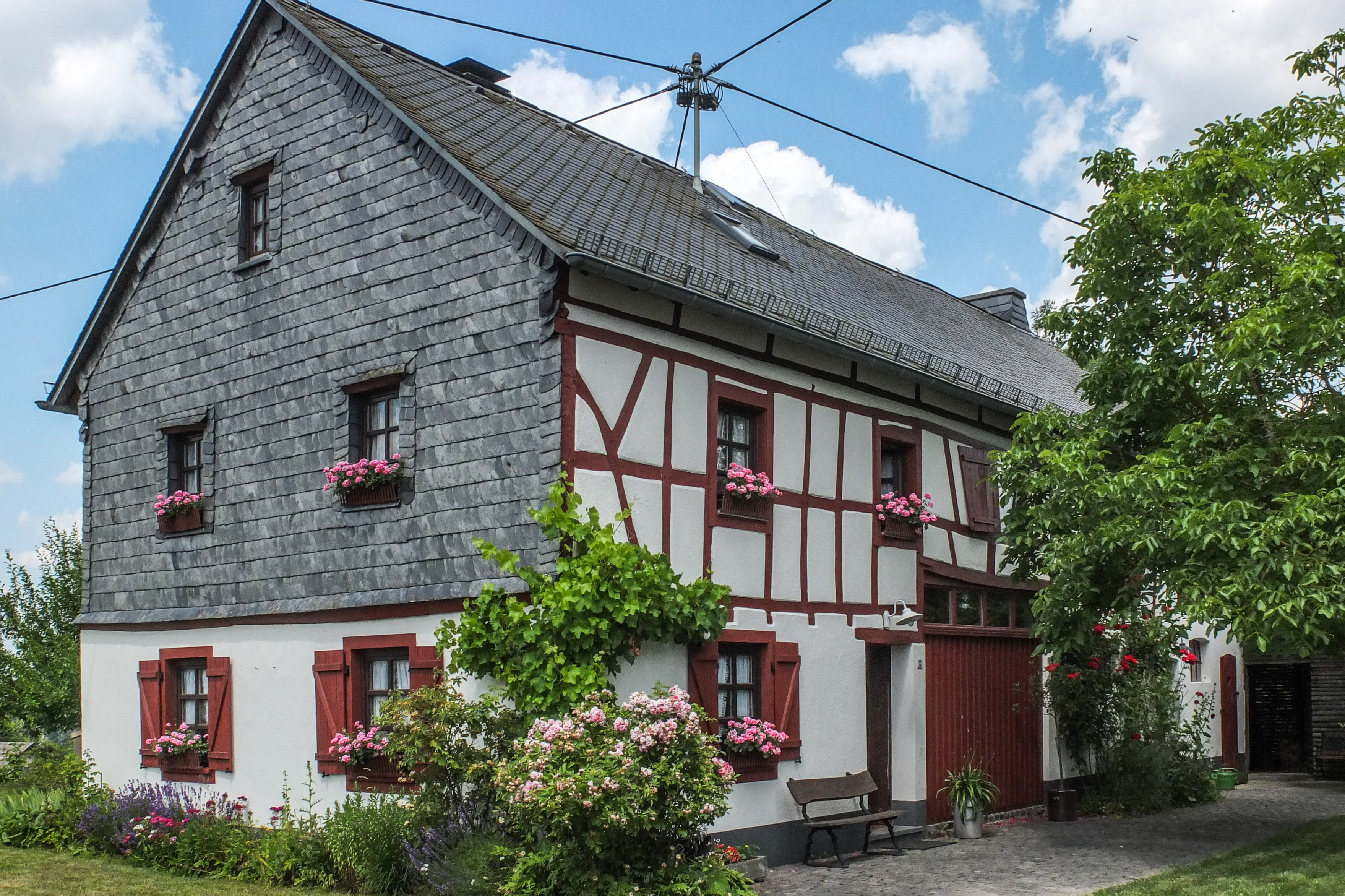
Lutzerath
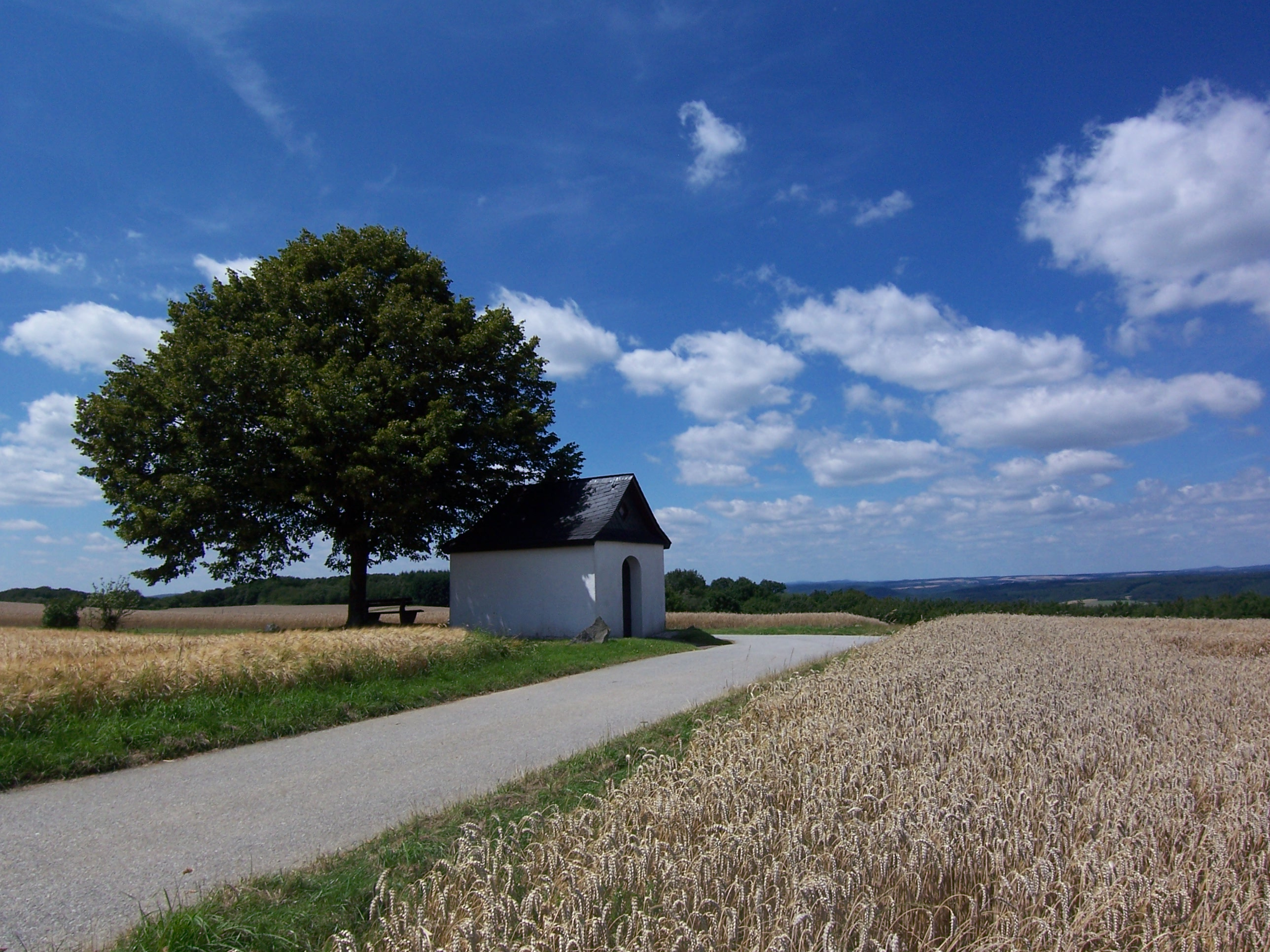
Grenderich
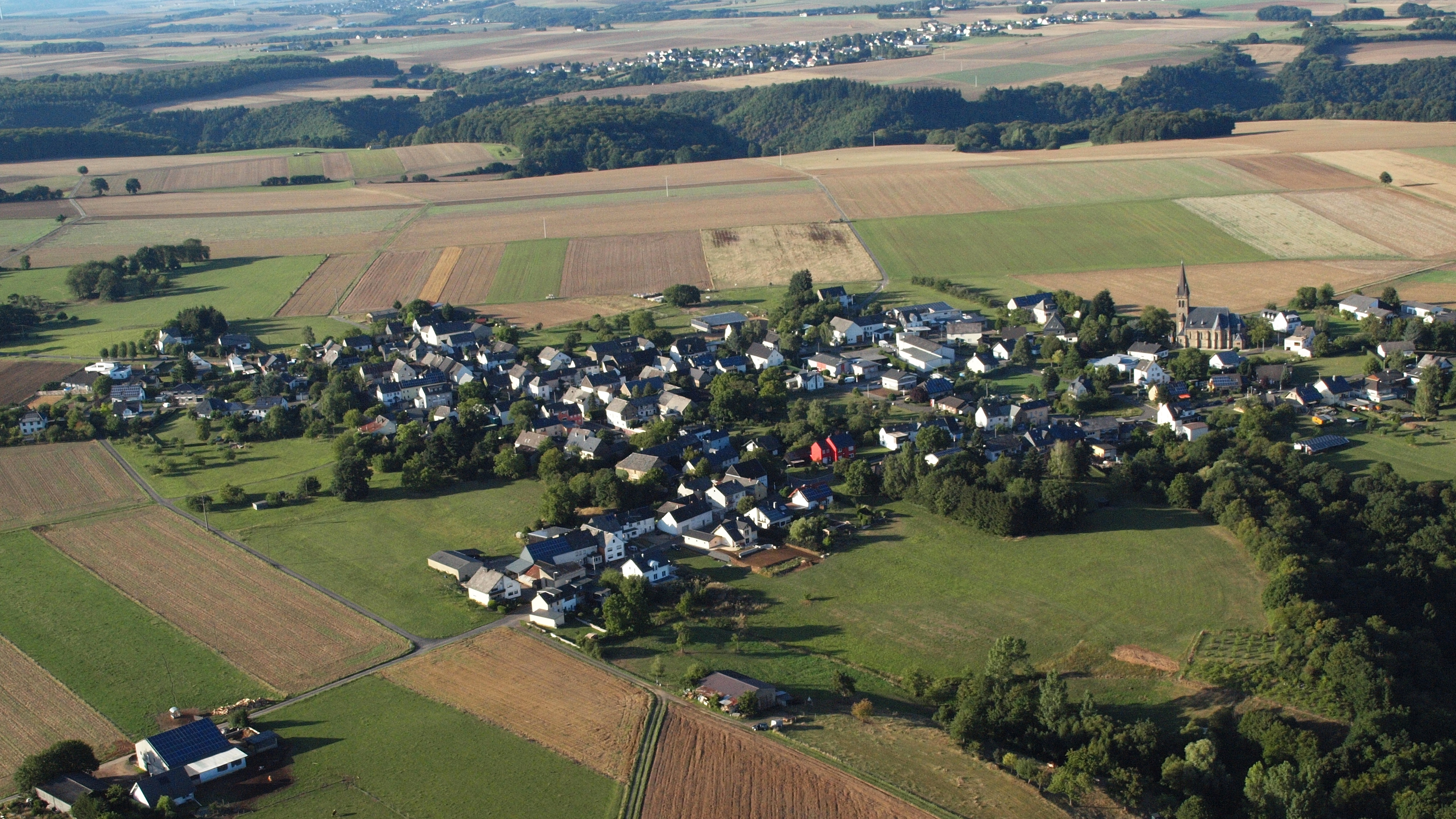
Kail
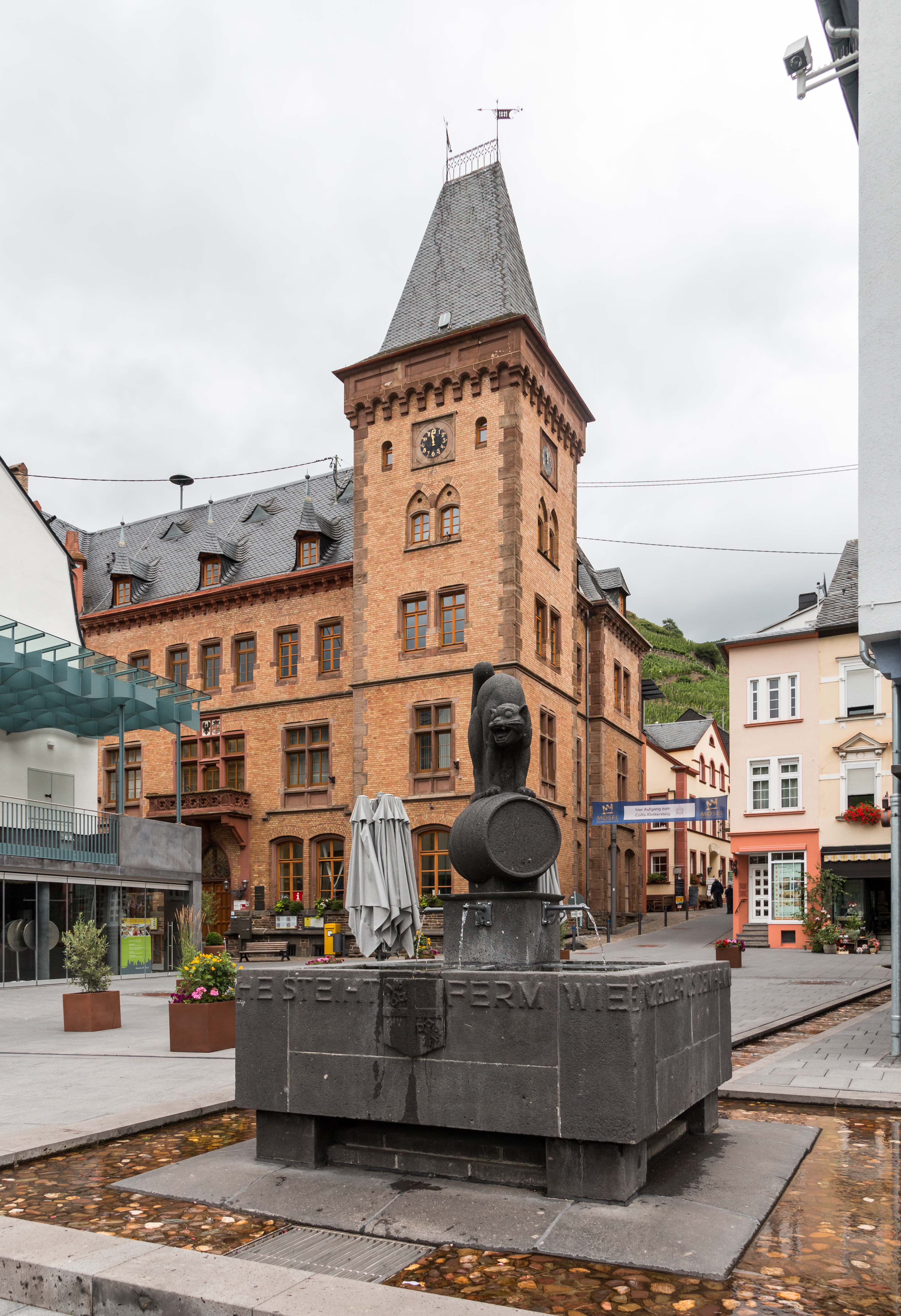
Zell (Mosel)

## Bevölkerung

### Einwohnerstatistik
| Jahr | Einwohner | Quelle |
| ---- | --------- | ------ |
| 1970 | 66.000    | [ 5 ]  |
| 1980 | 61.800    | [ 6 ]  |
| 1990 | 61.900    | [ 7 ]  |
| 2000 | 65.700    | [ 8 ]  |
| 2010 | 63.409    |        |
| 2016 | 61.864    |        |
| 2020 | 62.008    | [ 9 ]  |

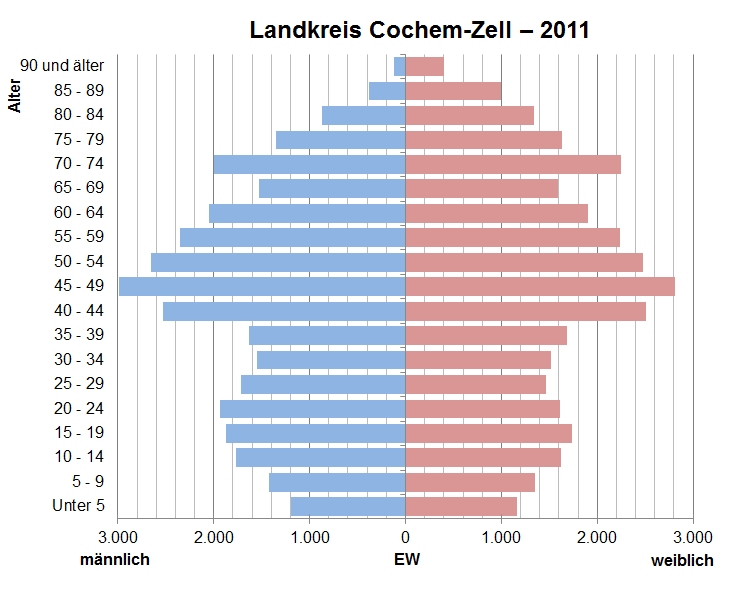
Bevölkerungspyramide für den Kreis Cochem-Zell (Datenquelle: Zensus 2011)

Der Landkreis Cochem-Zell wird in der mittel- und langfristigen Zukunft stark vom demographischen Wandel betroffen sein. Das statistische Landesamt berechnet ausgehend von dem Basisjahr 2017 verschiedene Szenarien, die auf denselben Annahmen zum natürlichen Bevölkerungswachstum basieren und sich nur hinsichtlich der Annahmen zum Wanderungsverhalten unterscheiden.
Für das Jahr 2040 zeigen die Bevölkerungsvorausberechnungen einen Rückgang der Bevölkerung auf 54.238 Einwohner in der unteren Variante (−12,0 %), 56.724 Einwohner in der mittleren Variante (−8,0 %) und 58.904 Einwohner in der oberen Variante (−4,5 %). Zusätzlich ist die Veränderung der Altersstruktur zu erwarten, die zu einer Zunahme der älteren Bevölkerung führt. Die Gruppe der älteren Einwohner ab 65 Jahren ist die einzige Altersgruppe, die eine Zunahme verzeichnen wird und wächst je nach Variante zwischen 30,5 % und 33,8 %.
In der langfristigen Betrachtung bis zum Jahr 2070 zeigt sich ein noch stärkerer Rückgang der Bevölkerungszahlen, der von erwarteten 42.305 Einwohnern (−31,4 %) in der unteren Variante über 49.323 Einwohner (−20,0 %) in der mittleren Variante bis hin zu 55.647 Einwohnern (−9,8 %) in der oberen Variante reicht.

### Konfessionsstatistik
Laut der Volkszählung 2011 waren im Jahr 2011 73,8 % römisch-katholisch, 10,4 % der Einwohner evangelisch und 15,8 % waren konfessionslos, gehörten einer anderen Glaubensgemeinschaft an oder machten keine Angabe. Der Anteil der evangelischen und katholischen Kirchenmitglieder an der Gesamtbevölkerung ist seitdem gesunken. Mit Stand Ende Juli 2025 waren von den Einwohnern 56,9 % katholisch, 9,0 % evangelisch und 34,1 % waren konfessionslos oder gehörten einer anderen Glaubensgemeinschaft an.

## Umwelt und Klima

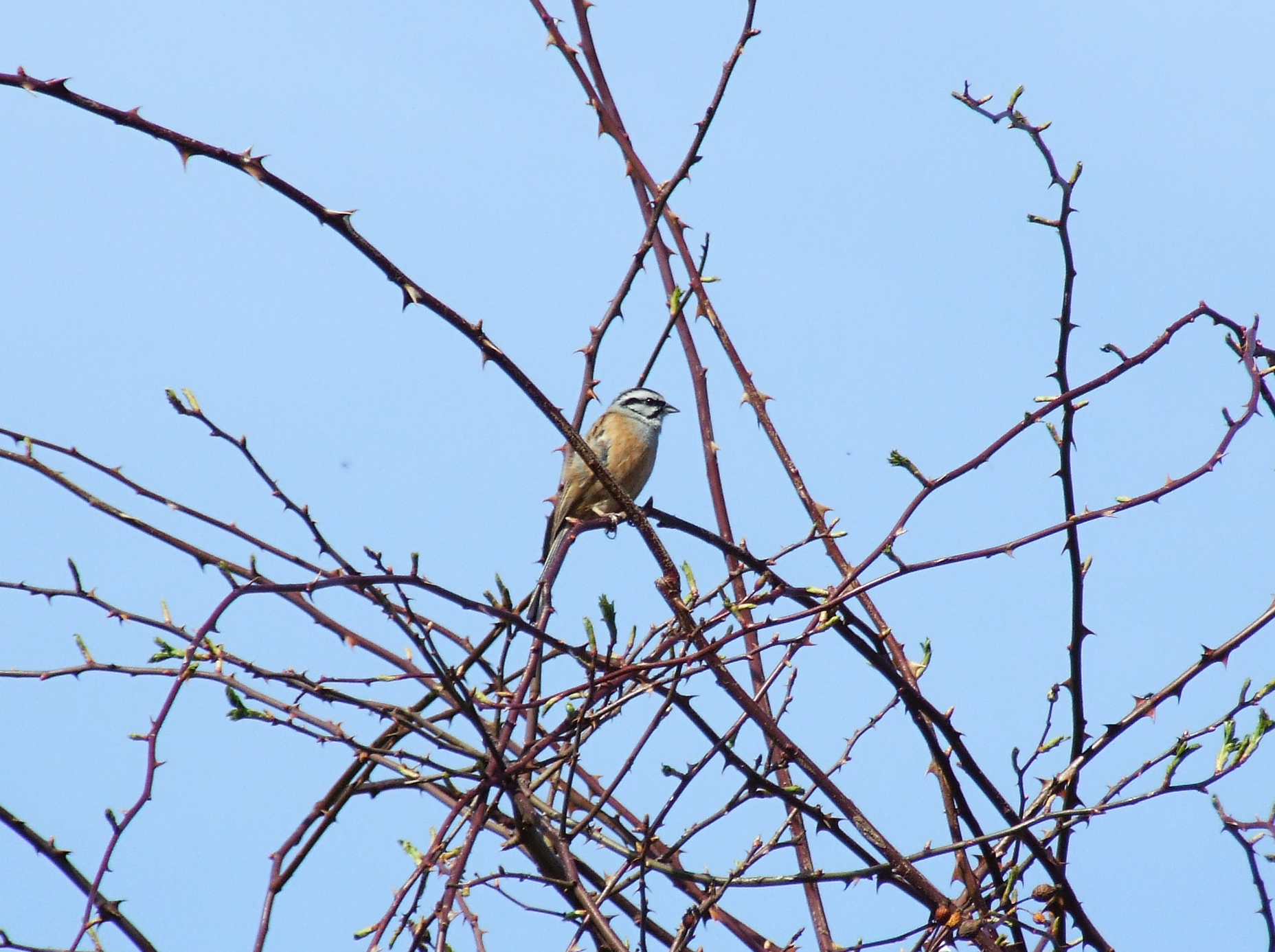
Zippammer
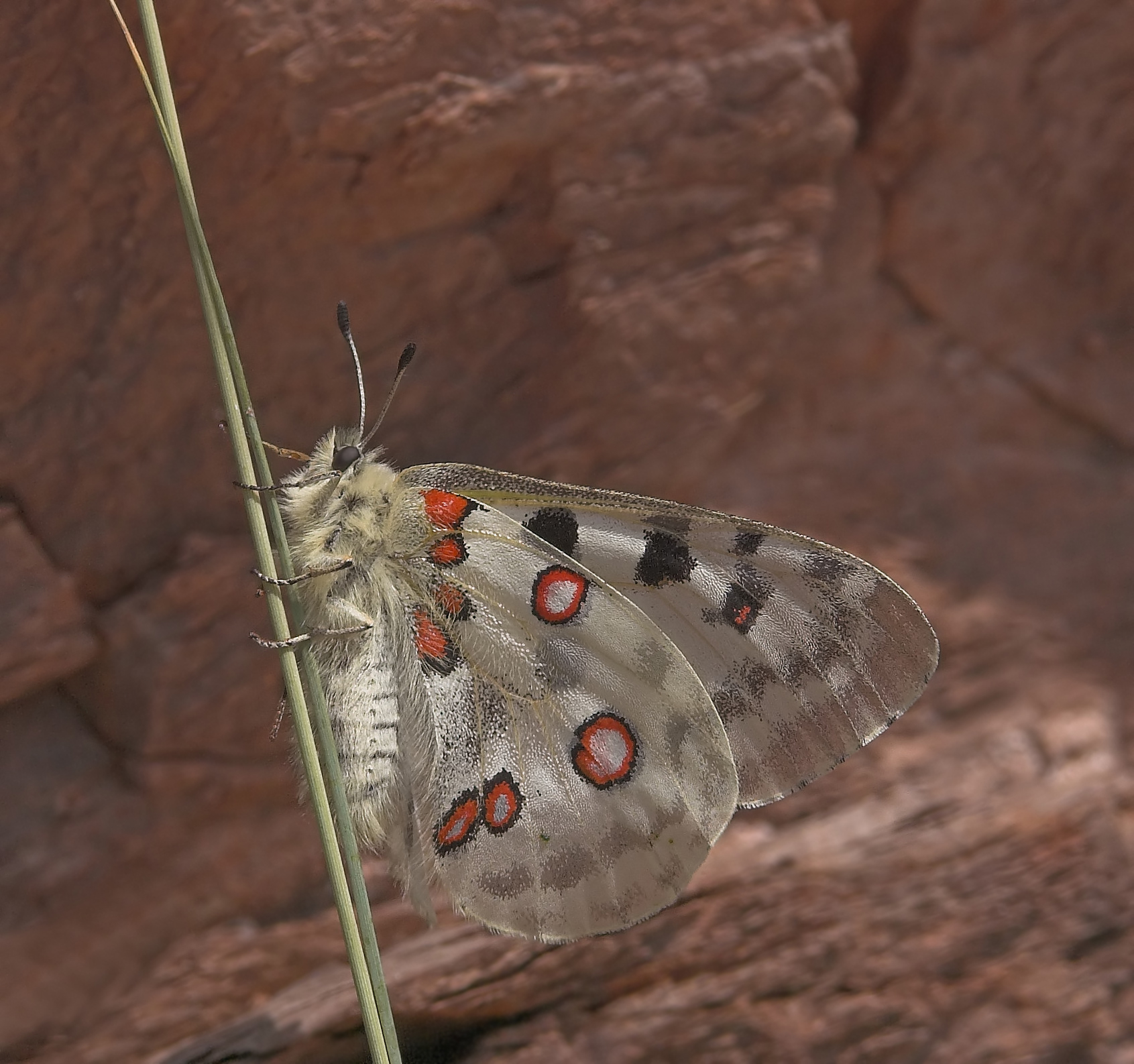
Moselapollo

Das Gebiet des Landkreises ist 692 km² groß und zu rund 87 % von Vegetation bedeckt. Fast die Hälfte der Kreisfläche (48 %) ist von Wald bedeckt, was den Landkreis zu einer der waldreichsten Regionen im bereits sehr waldreichen Rheinland-Pfalz macht.
Etwa drei Viertel der Kreisfläche sind Teil des Landschaftsschutzgebiets „Mosel von Schweich bis Koblenz“.
Naturschutzgebiete im Sinne des Bundesnaturschutzgesetzes sind:
- Brauselay
- Dortebachtal
- Ediger Laach
- Falkenlay
- Feuchtwiese beim Schafstaller Hof
- Insel Taubengrün
- Jungferweiher
- Kiesgrube am Mühlenstein
- Müllenbachtal/Kaulenbachtal
- Pommerheld
- Treiser Schock
- Ulmener Maar
- Wacholderheide Nassenberg

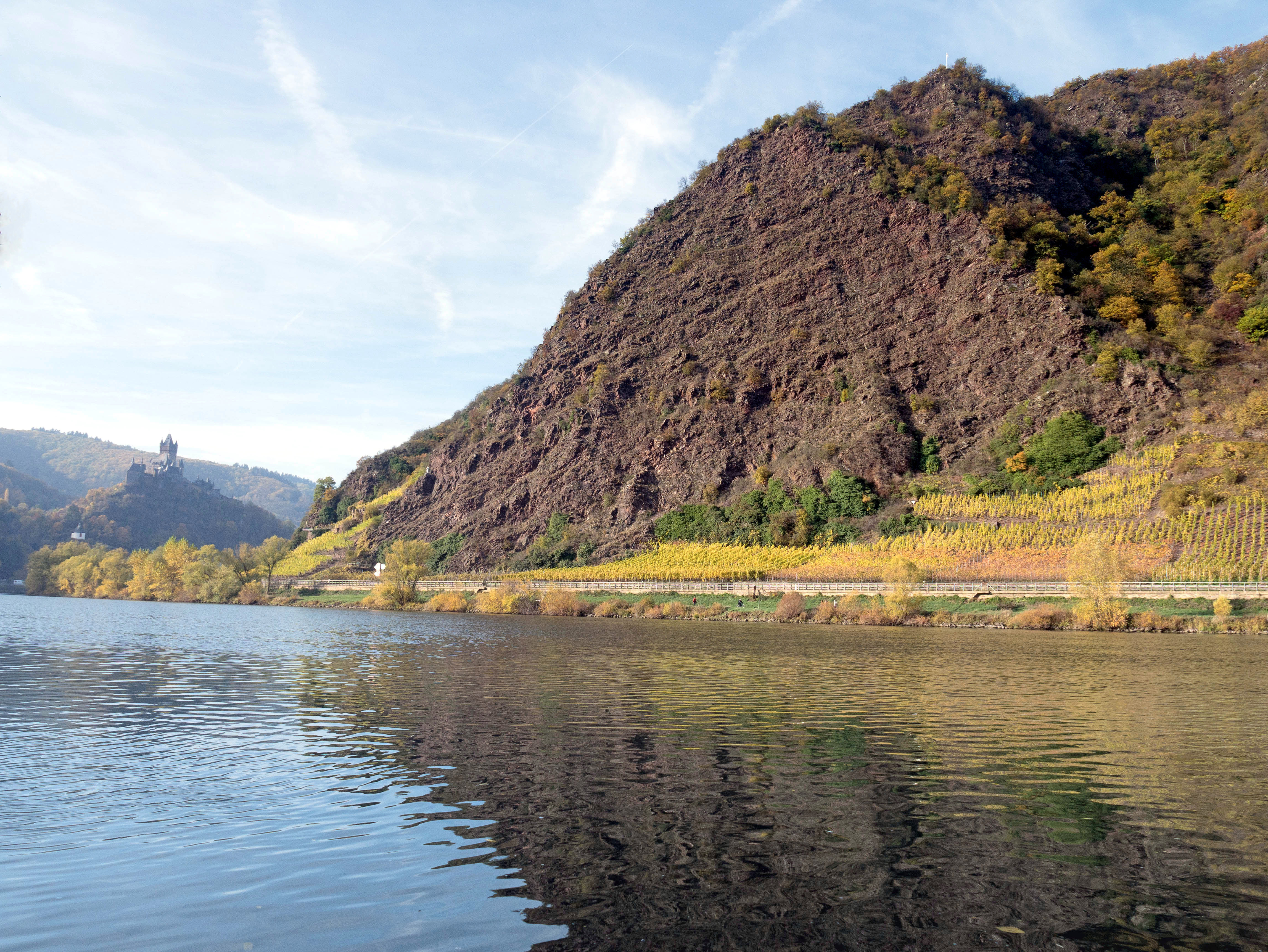
Brauselay
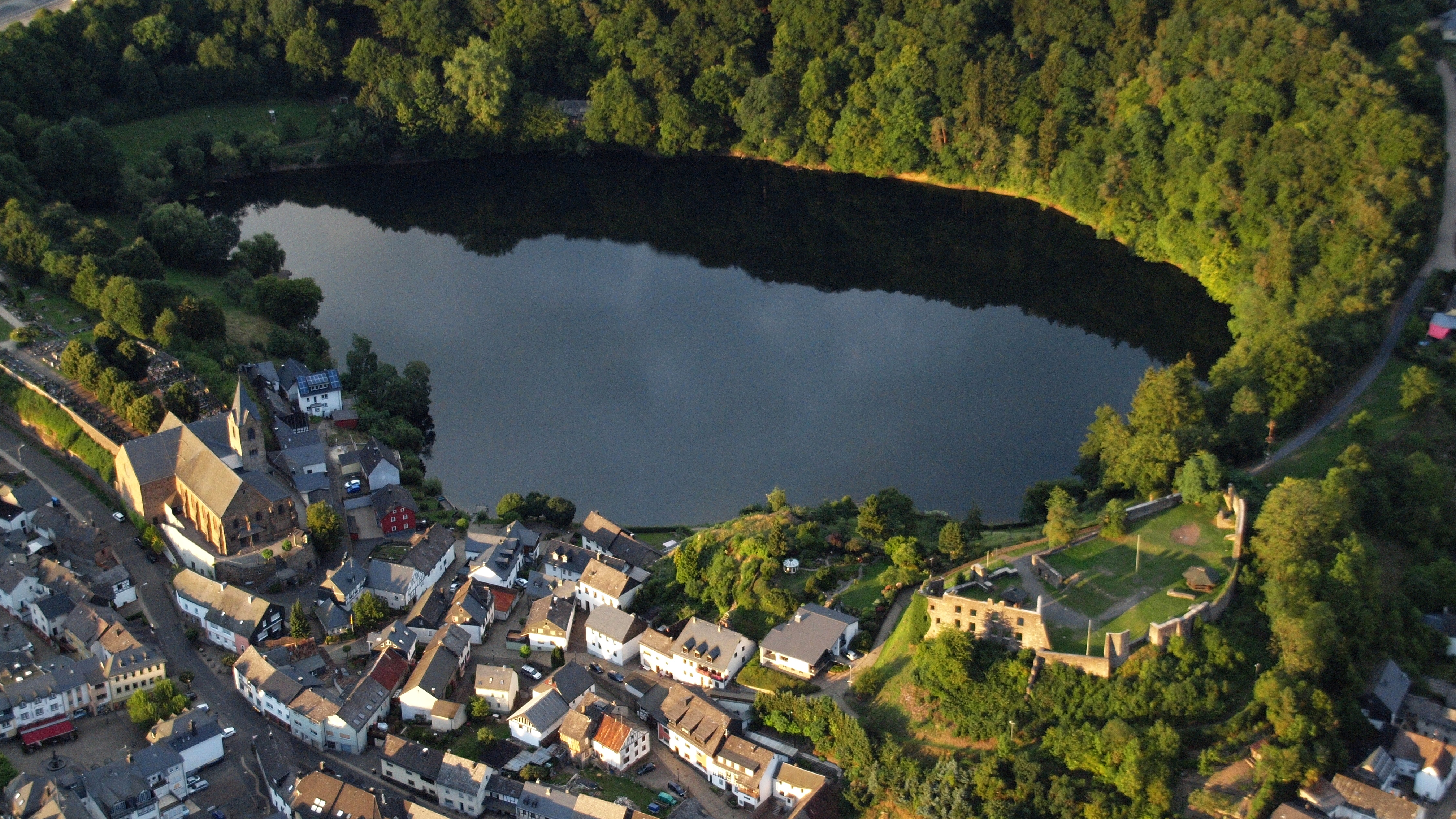
Ulmener Maar
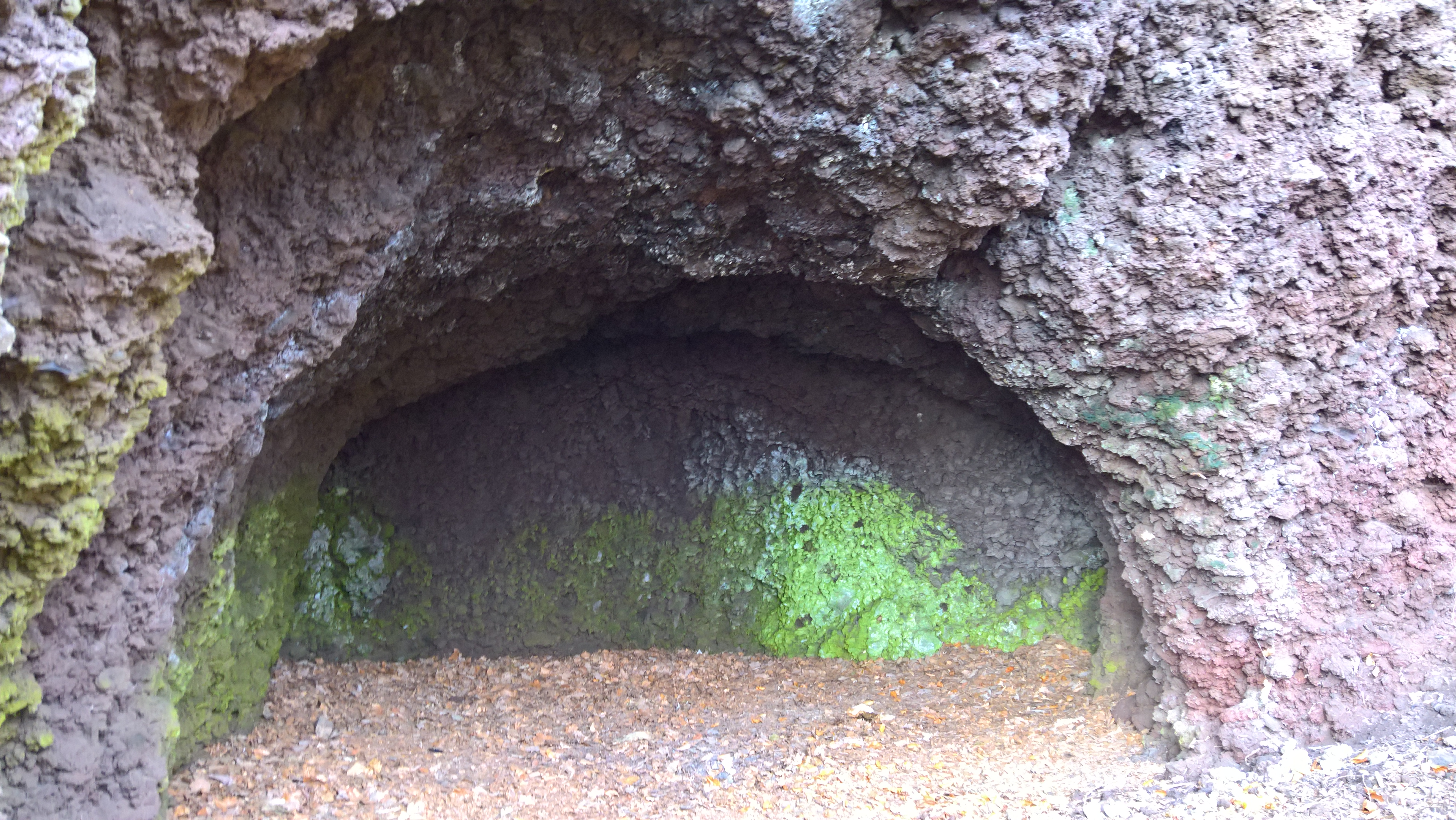
Höhle im Gebiet „Falkenlay“
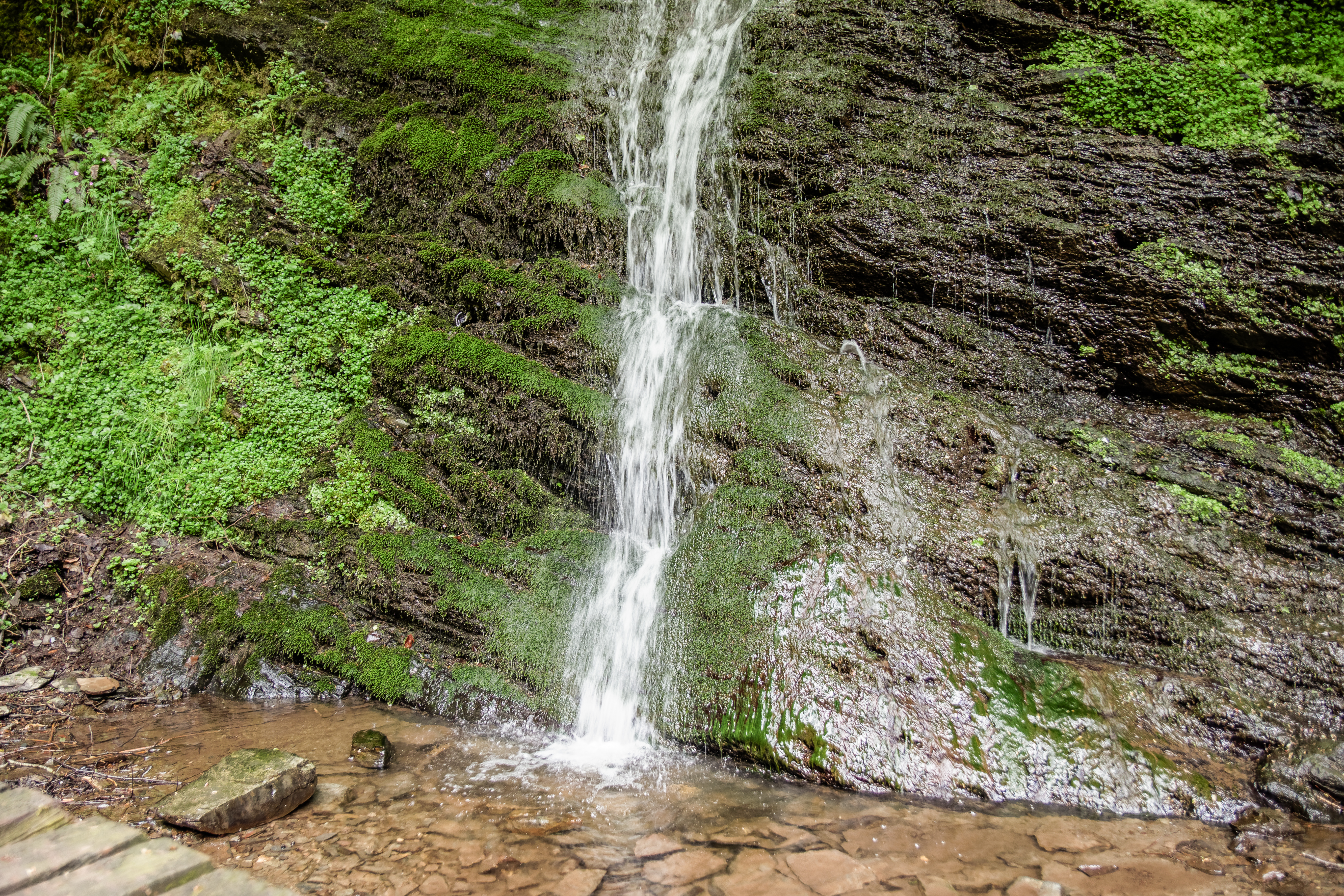
Wasserfall im Dortebachtal

Es werden zudem vier Schutzgüter als geschützte Landschaftsbestandteile (gLB) ausgewiesen. Dies sind die Heidefläche am Leitzenbacher Berg, der Tümpel am Reiserheck, die Eichen beim Steinbruch (Gillenbeuren) und die Kiesgrube im Gemeindewald Hinter Kail.
Im Landkreis gibt es ein kleines Vogelschutzgebiet am Jungferweiher sowie die beiden großflächigen Gebiete „Wälder zwischen Wittlich und Cochem“ und „Mittel- und Untermosel“. Teile des Landkreises sind Flora-Fauna-Habitate (FFH). Hierzu gehören u. a. das „Altlayer Bachtal“ oder die „Moselhänge und Nebentäler der unteren Mosel“. Insgesamt sind es sechs Flächen, die teils sehr kleinräumig und teils landkreisübergreifend sind. Zusammengenommen bilden Vogelschutzgebiete und FFH-Gebiete das EU-weite Schutzgebietsnetz Natura 2000.
Im Moseltal entstehen durch zahlreiche tiefeingeschnittene, enge und bewaldete Kerbtäler sowie durch teilweise sehr steile Talhänge besondere klimatische Bedingungen. Diese führen zu einzigartigen Biotopen mit zum Teil mediterraner Flora (z. B. Buchsbaum). Es ergeben sich zudem gute Bedingungen für den Qualitätsweinbau. In den kleinräumig wechselnden und auch großflächigen Trockenbiotopstandorten siedeln wärme- und trockenheitsliebende Arten, die zum Teil stark gefährdet oder vom Aussterben bedroht sind. Hierzu gehören die Zippammer, die Smaragdeidechse oder der Moselapollofalter, der in dieser speziellen Unterart weltweit nur an der Untermosel zu finden ist.
- Zippammer
- Moselapollo

### Klimaschutz
Der Klimaschutz nimmt seit Jahren eine wichtige Rolle im Landkreis Cochem-Zell ein. Bereits im Jahr 2003 formulierte die Kreisverwaltung Cochem-Zell in ihrer „Lokalen Agenda 21“ das Ziel, den Energiebedarf durch regenerative Energien decken zu wollen. Im Jahr 2008 beschloss der Kreistag, dass sich der Landkreis Cochem-Zell zum „Null-Emissions-Landkreis“ entwickeln soll. Dementsprechend folgte im Jahr 2009 die Unterzeichnung des „Cochemer Protokolls“, in dem eine Vielzahl an Akteuren ihre Absicht zum Klimaschutz erklärt, und im Jahr 2010 die Einführung eines Klimaschutzmanagements in der Kreisverwaltung. Im Jahr 2012 wurde der Verein „unser-klima-cochem-zell e. V.“ gegründet mit der satzungsgemäßen Aufgabe der „Förderung des Klimaschutzes und der nachhaltigen Entwicklung des Landkreises“. Zwischen 2009 und 2015 war der Landkreis eine geförderte Bioenergieregion und setzte entsprechende Maßnahmen um.
Der „Masterplan 100 % Klimaschutz“ aus dem Jahr 2017 ist das aktuelle Klimaschutzkonzept. Darin sind als Klimaziele die CO2-Reduktion um 95 % sowie die Senkung des Endenergieverbrauchs um 50 % bis 2050 festgeschrieben (bezogen auf das Referenzjahr 1990). Der Plan enthält ebenfalls das entsprechende Handlungsprogramm.
Die Klimaschutzaktivitäten zeigen Erfolge: Seit 2012 ist der Landkreis Cochem-Zell bilanziell stromautark, d. h., er kann seinen gesamten Strombedarf aus erneuerbaren Energien decken.

## Geschichte
Das heutige Kreisgebiet von Cochem-Zell kam 1815 unter preußische Verwaltung, 1816 entstanden die beiden Kreise Cochem und Zell im Regierungsbezirk Coblenz. Im Rahmen der rheinland-pfälzischen Kreisreform (Drittes Landesgesetz über die Verwaltungsvereinfachung im Lande Rheinland-Pfalz vom 12. November 1968) wurde aus dem Landkreis Cochem und einem wesentlichen Teil des Landkreises Zell zum 7. Juni 1969 der heutige Landkreis Cochem-Zell neu gebildet. Die Gemeinde Mastershausen kam am 7. November 1970 zum Rhein-Hunsrück-Kreis.
Im Zuge einer Gebietsreform in Rheinland-Pfalz wechselten zum 1. Juli 2014 die Gemeinden Lahr, Mörsdorf und Zilshausen aus dem Landkreis Cochem-Zell in den Rhein-Hunsrück-Kreis.

## Politik

### Kreistag
Der Kreistag des Landkreises Cochem-Zell besteht aus 38 in einer personalisierten Verhältniswahl gewählten Kreistagsmitgliedern und dem hauptamtlichen Landrat als Vorsitzendem. Nach der letzten Kreistagswahl am 9. Juni 2024 ergibt sich folgende Sitzverteilung:
| Wahl | SPD | CDU | GRÜNE | AfD | FDP | FWG | Gesamt   |
| ---- | --- | --- | ----- | --- | --- | --- | -------- |
| 2024 | 7   | 16  | 2     | 5   | 2   | 6   | 38 Sitze |
| 2019 | 9   | 16  | 4     | 3   | 2   | 4   | 38 Sitze |
| 2014 | 9   | 20  | 2     | 2   | 1   | 3   | 38 Sitze |
| 2009 | 9   | 19  | 2     | –   | 3   | 5   | 38 Sitze |
| 2004 | 8   | 21  | 1     | –   | 2   | 6   | 38 Sitze |
| 1999 | 10  | 24  | 2     | –   | 2   | –   | 38 Sitze |

- Die Linke bekam bei der Wahl 2014 einen Sitz.

### Landräte
Anke Beilstein (CDU) wurde am 1. November 2023 Landrätin des Landkreises Cochem-Zell. Bei der Direktwahl am 18. Juni 2023 hatte sie sich mit einem Stimmenanteil von 62,7 % gegen Sonja Bräuer (SPD, unterstützt von den Grünen und FWG) durchgesetzt. Beilstein wurde Nachfolgerin von Manfred Schnur, der das Amt seit dem 1. November 2007 ausgeübt hatte. Bei der Direktwahl am 21. Juni 2015 war er mit einem Stimmenanteil von 69,52 % für weitere acht Jahre in seinem Amt bestätigt worden. Zur Wahl 2023 trat Schnur nicht erneut an, da er zum 1. November des Jahres seinen Ruhestand antreten wollte.
Die bisherigen Landräte:
- 1969–1985: Severin Bartos (CDU)
- 1985–1990: Rudolf Schwan[30]
- 1990–2000: Klaus-Peter Balthasar (CDU)[31]
- 2000–2007: Eckhard Huwer (CDU)[32]
- 2007–2023: Manfred Schnur (CDU)
- seit 2023: Anke Beilstein (CDU)

### Wappen und Flagge

Hissflagge
Bannerflagge

Der Landkreis Cochem-Zell führt ein Wappen sowie eine Hiss- und Bannerflagge.
| Wappen des Landkreises Cochem-Zell | Blasonierung: „Schräglinks geteilt: vorne in Silber ein durchgehendes rotes Kreuz, belegt mit einem silbernen Hifthorn mit goldenem Riemen; hinten in Schwarz ein wachsender, rot bewehrter, gezungter und gekrönter goldener Löwe.“                                                             |
| Wappen des Landkreises Cochem-Zell | Wappenbegründung: Das rote Kreuz steht für das Kurfürstentum Trier, das Horn für die Herrschaft Braunshorn in Beilstein mit großem Besitz im Kreis und der Löwe für die Pfalzgrafen von Aachen, die von 866 bis 1150 das Kreisgebiet beherrschten. Das Wappen wurde am 20. April 1970 verliehen. |

## Verwaltung
Sitz der Kreisverwaltung und zugleich bevölkerungsreichste Stadt ist Cochem, Deutschlands kleinste Kreisstadt. Die Kreisverwaltung Cochem-Zell beschäftigt ca. 380 Mitarbeiter (Stand: 01/2020).
Beim Vorantreiben des Online-Zugangsgesetzes gilt der Landkreis per Stand Ende 2019 als Vorreiter.

## Wirtschaft
Die Wirtschaftsleistung im Landkreis Cochem-Zell liegt bei einem BIP in Höhe von 1.910 Mio. €, die Bruttowertschöpfung zu Herstellungspreisen liegt entsprechend bei 1.722 Mio. €. Es zeigt sich ein klarer Schwerpunkt im Dienstleistungsbereich. Die Bruttowertschöpfung wird vor allem im Dienstleistungssektor erwirtschaftet (76 %), gefolgt von dem produzierenden Gewerbe (22 %) und der Land- und Forstwirtschaft (2 %). Der Dienstleistungssektor ist überdurchschnittlich ausgeprägt im Vergleich zum Durchschnitt in Rheinland-Pfalz, was u. a. auf den Tourismus zurückzuführen ist.
Im Landkreis Cochem-Zell gibt es 2.900 Betriebe mit 16.787 Beschäftigten. Die Unternehmen haben vorwiegend kleine Betriebsgrößen. 88,5 % der Betriebe haben maximal 9 Beschäftigte, 9,6 % der Betriebe haben 10–49 Beschäftigte und 1,3 % der Betriebe haben 50–249 Beschäftigte. Nur 0,4 % der Betriebe (elf Betriebe) haben mehr als 250 Beschäftigte.
Das Pendlerverhalten der Beschäftigten führt zu einem negativen Pendlersaldo (−4.140). Insgesamt gibt es 10.466 Auspendler und 6.326 Einpendler. Starke Pendlerverflechtungen bestehen vor allem mit dem Landkreis Mayen-Koblenz und der Stadt Koblenz.
Die Gewerbeflächen im Landkreis Cochem-Zell zeichnen sich durch niedrige Standortkosten aus. Der durchschnittliche Hebesatz liegt bei 367,45 % und damit z. T. unter den Werten der angrenzenden Landkreise und deutlich unter den Werten in den nächstgelegenen Ballungsräumen (Koblenz, Trier). Ähnliches gilt für die Anschaffungskosten der Gewerbeflächen.
Im Zukunftsatlas 2016 belegte der Landkreis Cochem-Zell Platz 295 von 402 Landkreisen, Kommunalverbänden und kreisfreien Städten in Deutschland und zählt damit zu den Regionen mit „ausgeglichenem Chancen-Risiko Mix“ für die Zukunft. In der Ausgabe von 2019 lag er auf Platz 183 von 401.
Im FOCUS-MONEY-Wirtschaftsranking belegt der Landkreis im Jahr 2019 den 178. Platz von 374 gelisteten Städten und Landkreisen. Im Vergleich zum Vorjahr hat sich der Landkreis somit um 40 Plätze verbessert. In der Landesauswertung befindet sich der Landkreis Cochem-Zell im vorderen Bereich (Platz 12 von 31) und liegt u. a. vor den Städten Koblenz und Mainz.
Im Jahr 2014 initiierten die regionalen Vertreter der Industrie- und Handelskammer Koblenz, der Handwerkskammer Koblenz, der Agentur für Arbeit, der Kreishandwerkerschaft, der Berufsbildenden Schule Cochem sowie der Kreisverwaltung Cochem-Zell das Wirtschaftsnetzwerk „Zukunftsallianz-Cochem-Zell (ZaC)“.

### Tourismus
Der Tourismus im Landkreis Cochem-Zell stützt sich auf eine jahrhundertealte Kulturlandschaft und herausragende Sehenswürdigkeiten. Im Landkreis befinden sich u. a. der steilste Weinberg Europas samt dem dazugehörigen Klettersteig, die einzige Glaubersalztherme Deutschlands in Bad Bertrich sowie die Reichsburg in Cochem (mehr dazu unter Punkt „Kultur und Freizeit“). Weitere erstklassige Angebote gibt es vor allem in den Bereichen Wandern, Radfahren, Wein/Kulinarik und Kultur. Auf Basis dieser touristischen Angebote entwickelte sich der Tourismus zum bedeutendsten Wirtschaftszweig des Landkreises.
Nach der Statistik des Jahres 2018 gehören 546 Betriebe zum Gastgewerbe. Dies entspricht 20,5 % aller Betriebe, was erheblich über dem Durchschnitt in Rheinland-Pfalz (8,9 %) liegt. Durch den Tourismus wird wiederum Umsatz in weiteren Branchen, z. B. im Einzelhandel, verursacht, sodass es zu erheblichen Sekundäreffekten für die gesamte Region kommt.
In Rheinland-Pfalz nimmt der Landkreis eine besondere Rolle als touristisches Zentrum ein: der Landkreis Cochem-Zell ist die Region mit der höchsten Tourismusintensität in Rheinland-Pfalz. Der Landkreis wird jährlich von über 700.000 Gästen besucht. So kommt es im Jahr zu rd. 2,3 Mio. Übernachtungen. Die Betriebe stellen insgesamt fast 18.000 Betten bereit.
Der Landkreis lässt sich je nach Teilregion zu einer von drei touristischen Destinationen zuordnen: Eifel, Mosel, Hunsrück.

### Weinbau und Weinwirtschaft
Die Weinwirtschaft ist eine Schlüsselbranche im Landkreis Cochem-Zell, da sie nicht nur als eigener Wirtschaftszweig Bedeutung besitzt, sondern zudem ein Grundpfeiler für den ausgeprägten Tourismus ist. Der Weinbau ist ausschlaggebend für die einzigartige und touristisch erschlossene Kulturlandschaft (Wanderwege) und schafft Angebote, die gerne von Touristen wahrgenommen werden (Weinproben, Planwagenfahrten etc.). Daneben erfüllt der Weinbau eine ökologische Funktion und sichert Lebensräume für seltene, häufig xerophile, Arten.
Bekannt sind u. a. die Weine aus der Lage „Zeller Schwarze Katz“ und dem Bremmer Calmont, dem steilsten Weinberg Europas. Der Bremmer Calmont und der Ediger Elzhofberg zählen zu den Grand Cru Lagen nach Hugh Johnson.

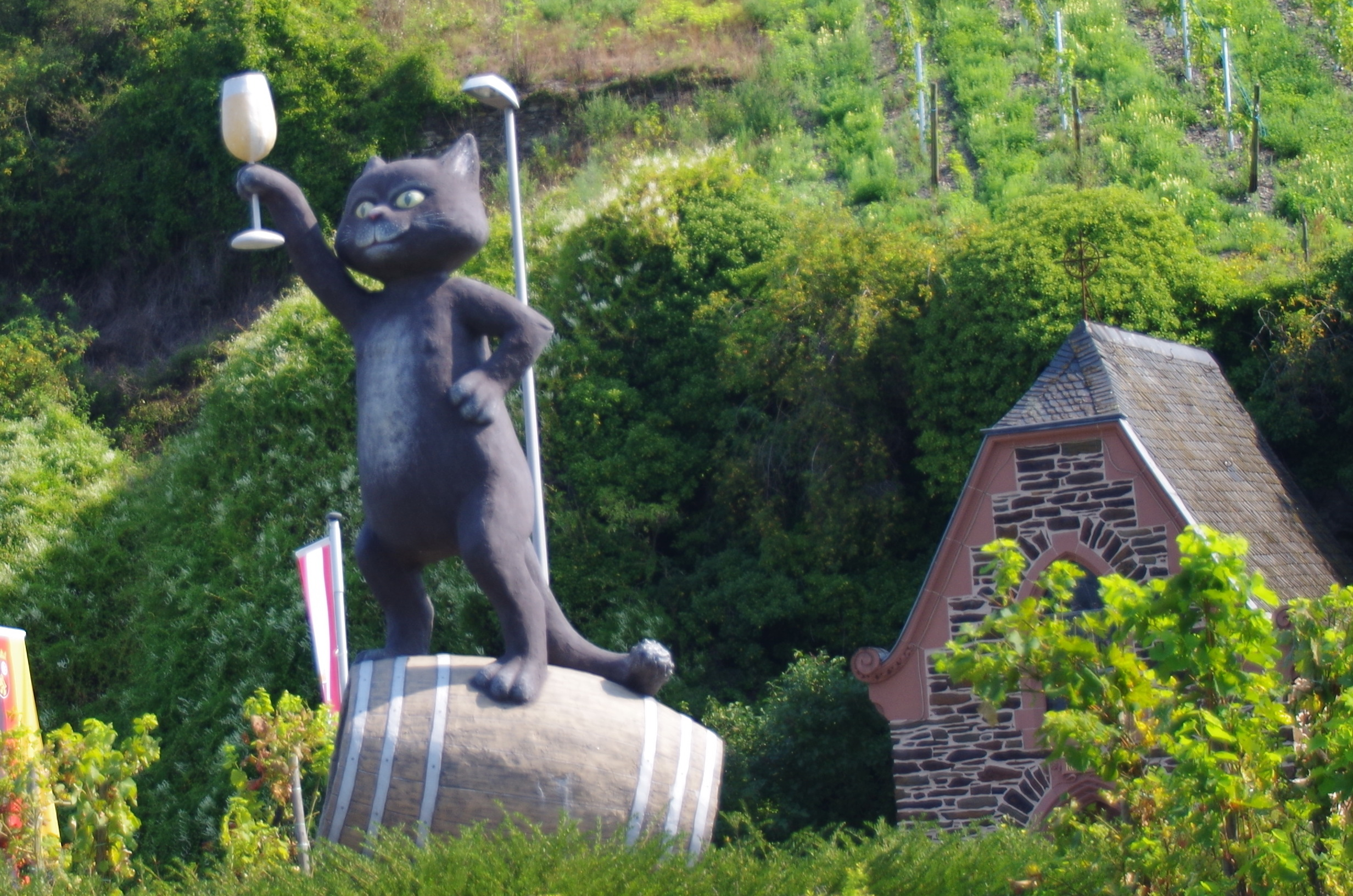
Zeller Schwarze Katz
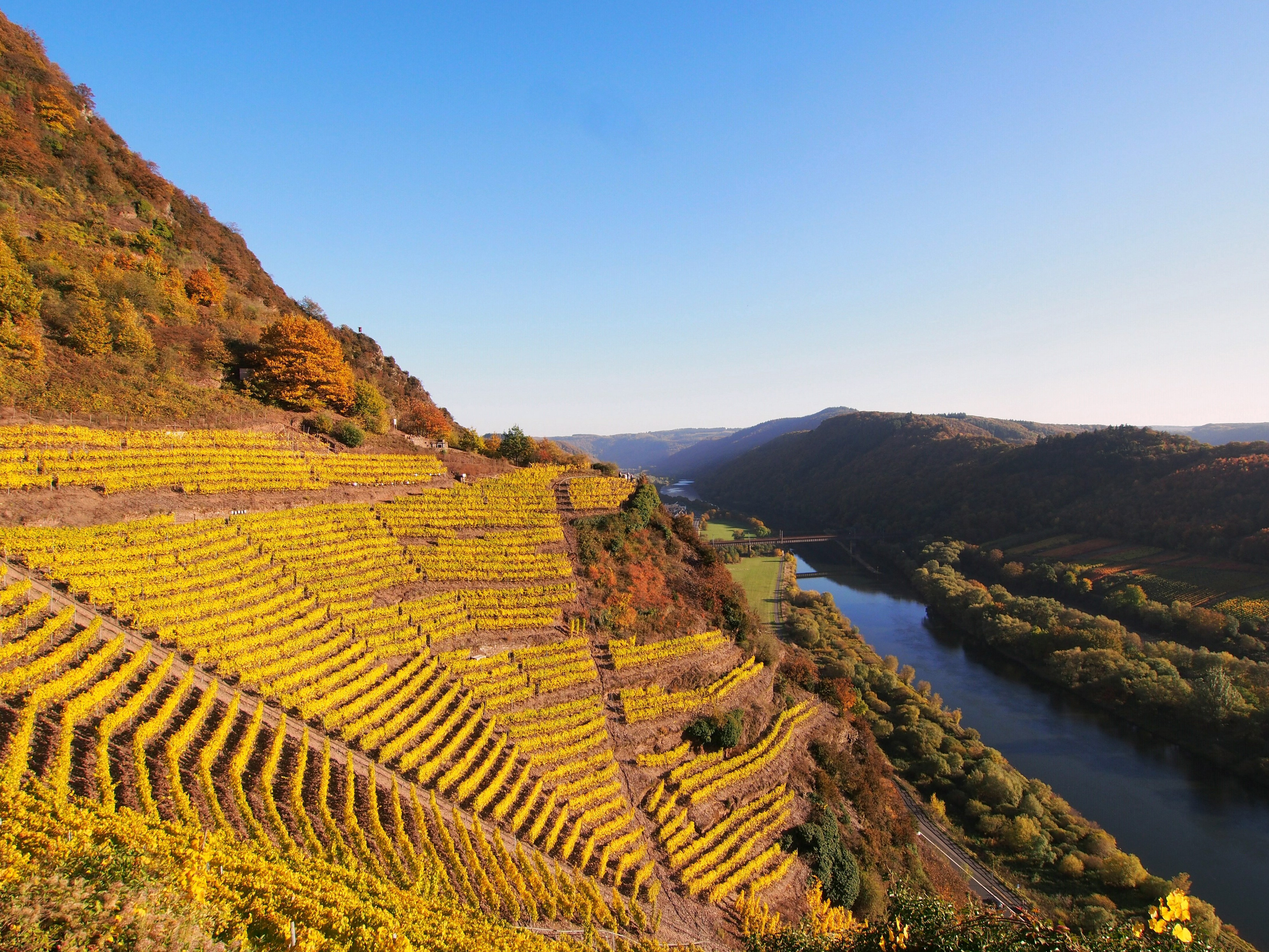
Calmont
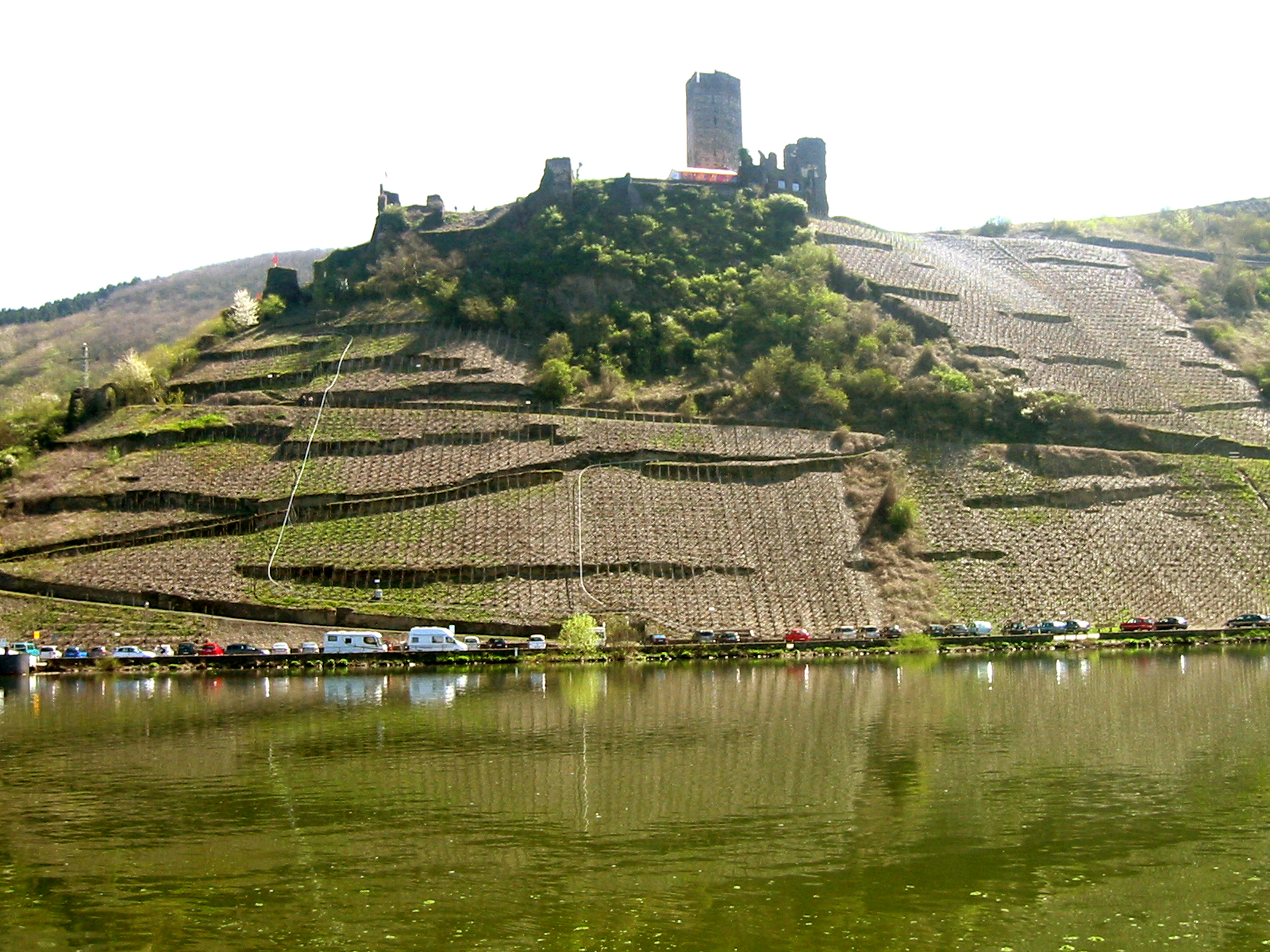
Terrassierte Hänge bei Beilstein
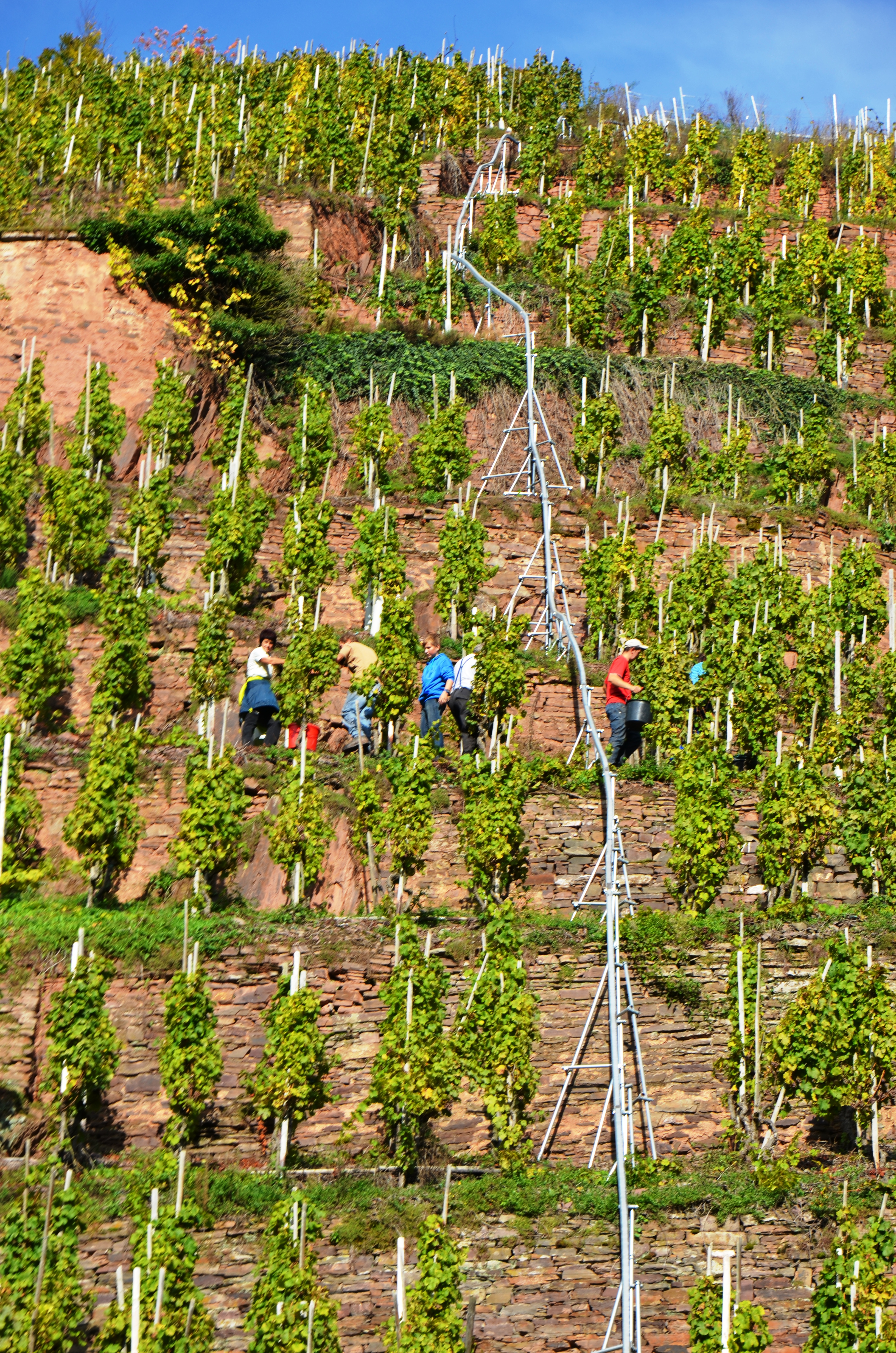
Ediger Elzhofberg

## Verkehr
Der Verkehr im Landkreis Cochem-Zell ist stark durch den motorisierten Individualverkehr (MIV) geprägt. Etwa 96,6 % der Verkehrsströme werden über den MIV abgewickelt. Weitere 0,4 % der Verkehrsströme fallen auf den Öffentlichen Personennahverkehr (ÖPNV).

### Straßenverkehr
Die Bundesautobahn 48 (Trier–Koblenz) berührt das nördliche Kreisgebiet und kann auf vier Auffahrten erreicht werden. Die A48 bietet ferner Anschluss an die A1 (Saarbrücken – Köln), die A3 (Frankfurt – Köln) und die A61 (Venlo – Dreieck Hockenheim). Zudem durchziehen das Kreisgebiet mehrere Bundes- und Kreisstraßen, darunter die B 49, B 259, B 421, und B 416.

### Kfz-Kennzeichen
Am 7. Juni 1969 wurde dem Landkreis das seit dem 1. Juli 1956 für den Landkreis Cochem gültige Unterscheidungszeichen COC zugewiesen. Es wird durchgängig bis heute ausgegeben. Seit dem 15. November 2012 ist in Zusammenhang mit der Kennzeichenliberalisierung auch wieder das Unterscheidungszeichen ZEL (Zell (Mosel)) erhältlich.

### Schienenverkehr
Für den Schienenverkehr liegen elf Bahnhöfe und Haltepunkte im Kreis, darunter die Stationen Kaisersesch, Treis-Karden, Cochem und Bullay mit Nahverkehrsverbindungen nach Bad Bertrich, zum Flughafen Frankfurt-Hahn, Traben-Trarbach und Zell (Mosel).
Die 1879 von der Preußischen Staatsbahn eröffnete Hauptbahn Koblenz–Trier folgt bis Pünderich dem Moseltal, schneidet aber zwischen der Kreisstadt Cochem und Ediger-Eller im „Kaiser-Wilhelm-Tunnel“ eine große Flussschleife ab, überquert die Mosel, führt durch den Petersberg bei Neef und durchstößt zwischen Bullay und Pünderich den schmalen Bergsporn des „Prinzenkopf“. In der ehemaligen Station Pünderich DB trennt sich die 1883 eröffnete Nebenbahn nach Traben-Trarbach von der Hauptbahn.
In Bullay begann 1905 die Strecke der Moselbahn AG, die allen Windungen des Flusses bis nach Trier hinauf folgte. Sie berührte auch die frühere Kreisstadt Zell (Mosel), bis der Personenverkehr 1961 und der Güterverkehr 1962 eingestellt wurden. Im Norden des Kreises nahm 1895 die Preußische Staatsbahn die Nebenlinie Mayen–Daun in Betrieb. Nach einer Unterbrechung des Personenverkehrs für etwa zehn Jahre wird dieser bis Kaisersesch wieder regulär bedient, während die Weiterfahrt mit der Eifelquerbahn nach Daun–Gerolstein nur im Sommer möglich ist. Derzeit ist die Strecke westlich des Bahnhofs Kaisersesch wegen ausstehender Instandhaltungsarbeiten betrieblich gesperrt.

### Flugverkehr
Eine internationale Erschließung erfuhr der Landkreis Cochem-Zell durch die Errichtung des Verkehrsflughafens Frankfurt-Hahn in unmittelbarer Nähe zum Kreisgebiet. Am Flughafen ist die Billigfluggesellschaft Ryanair stark präsent.

### Gäste-Ticket
Von verschiedenen Beherbergungsbetrieben wird ein sogenanntes Gäste-Ticket angeboten, mit dem Gäste den öffentlichen Personennahverkehr im Landkreis kostenfrei nutzen können. Ähnliches gibt es bereits im Schwarzwald mit der KONUS-Gästekarte und im Bayerischen Wald mit dem Gästeservice Umweltticket.

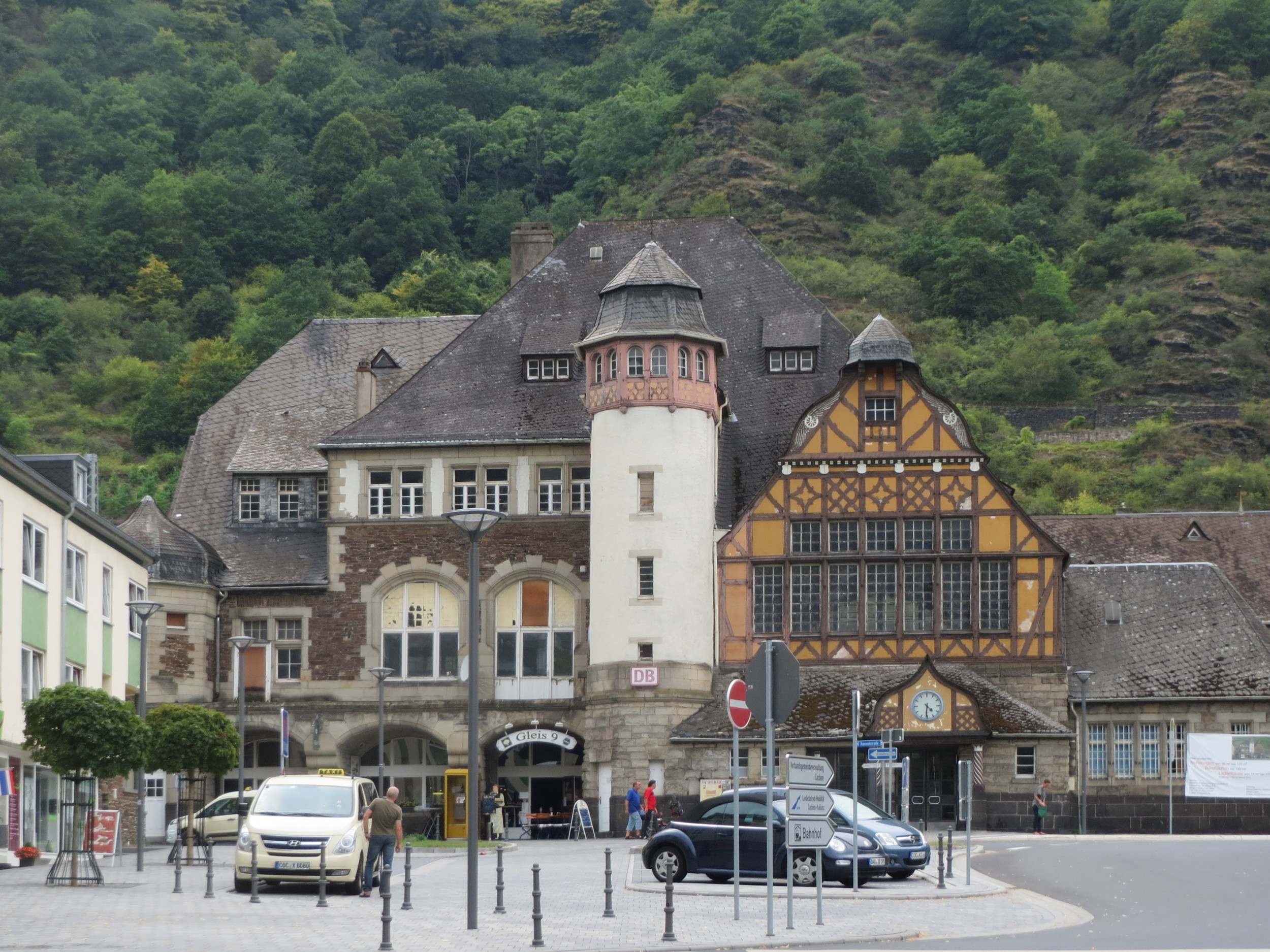
Bahnhof Cochem
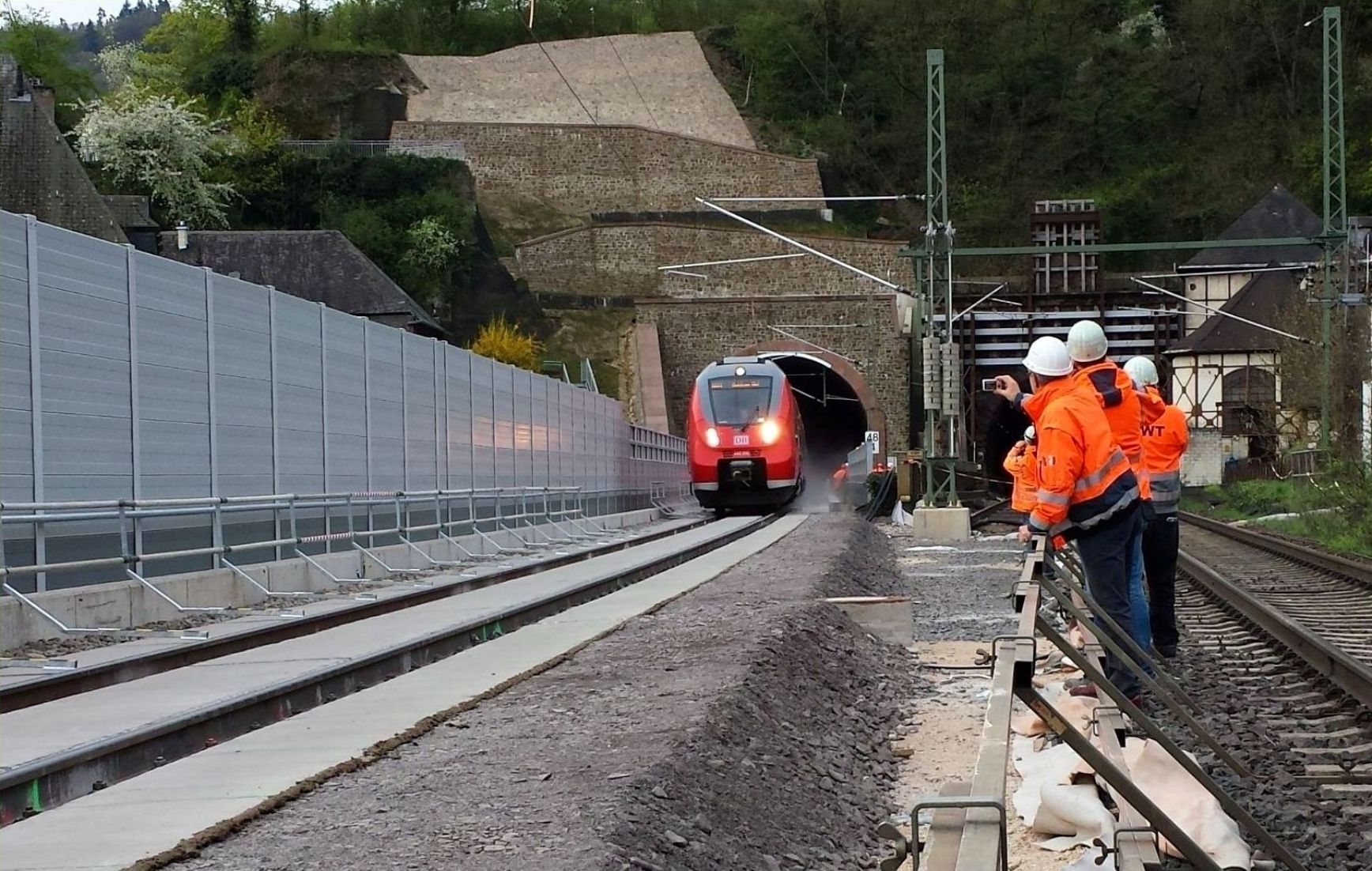
Kaiser-Wilhelm-Tunnel
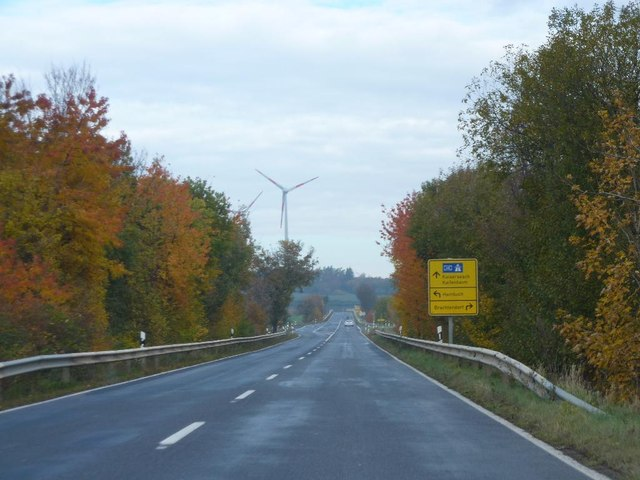
Auf der L 108 bei Hambuch
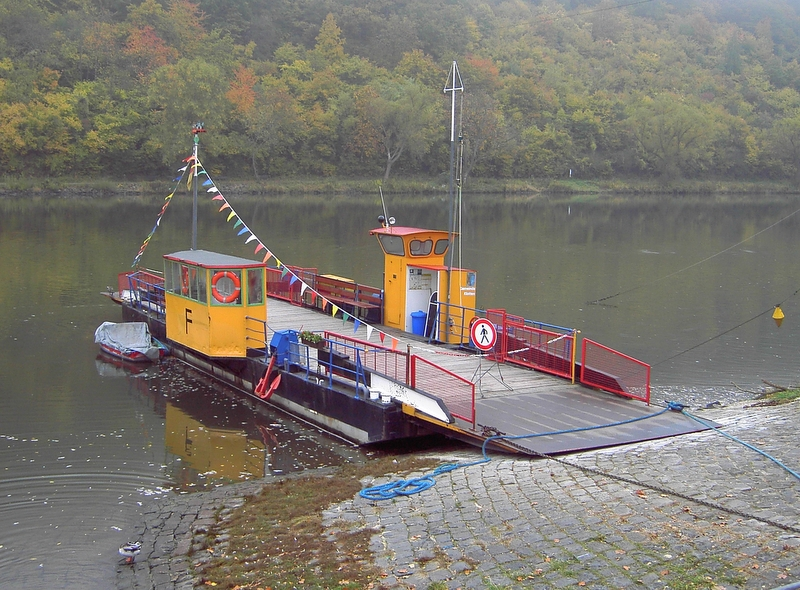
Fähre Klotten
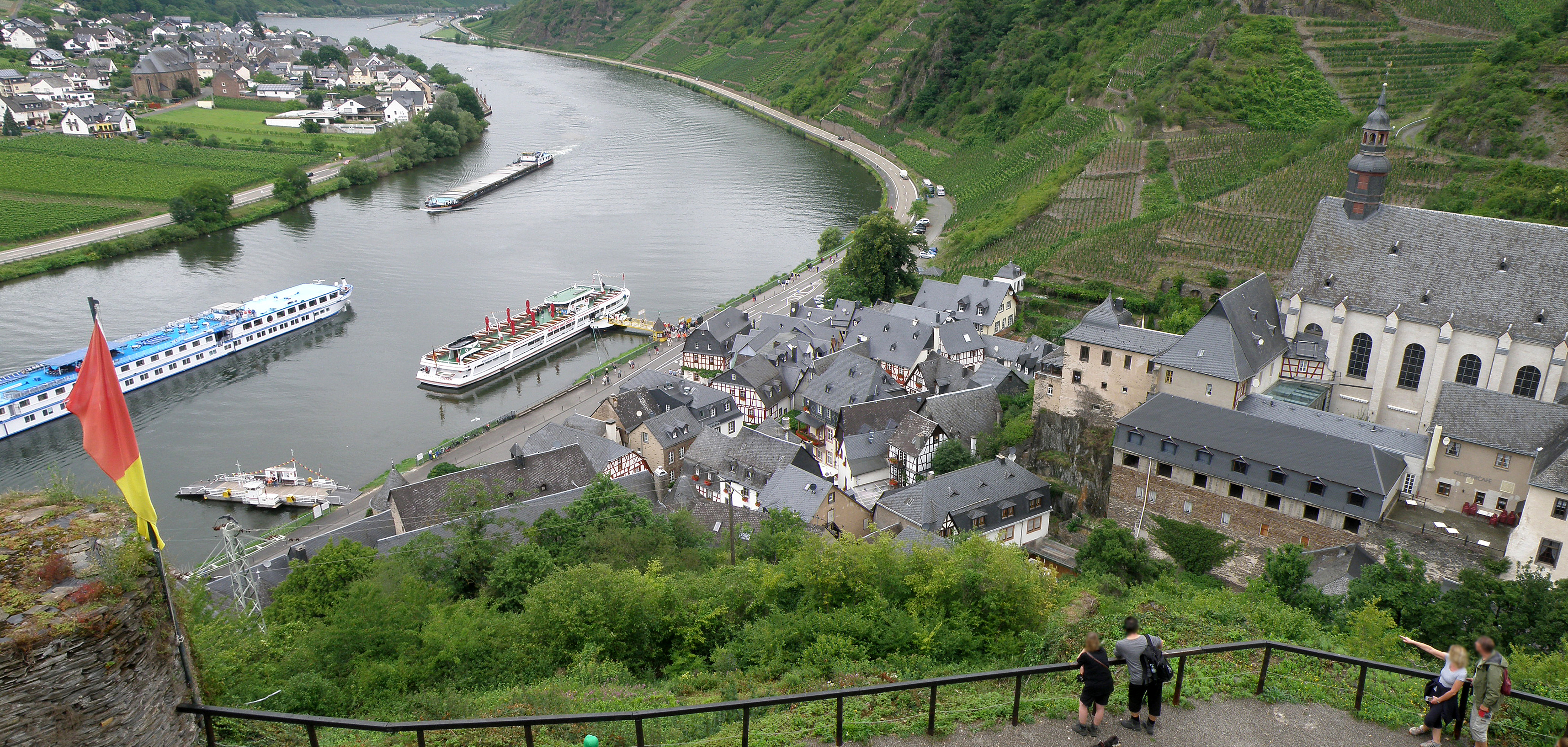
Schiffverkehr vor Beilstein
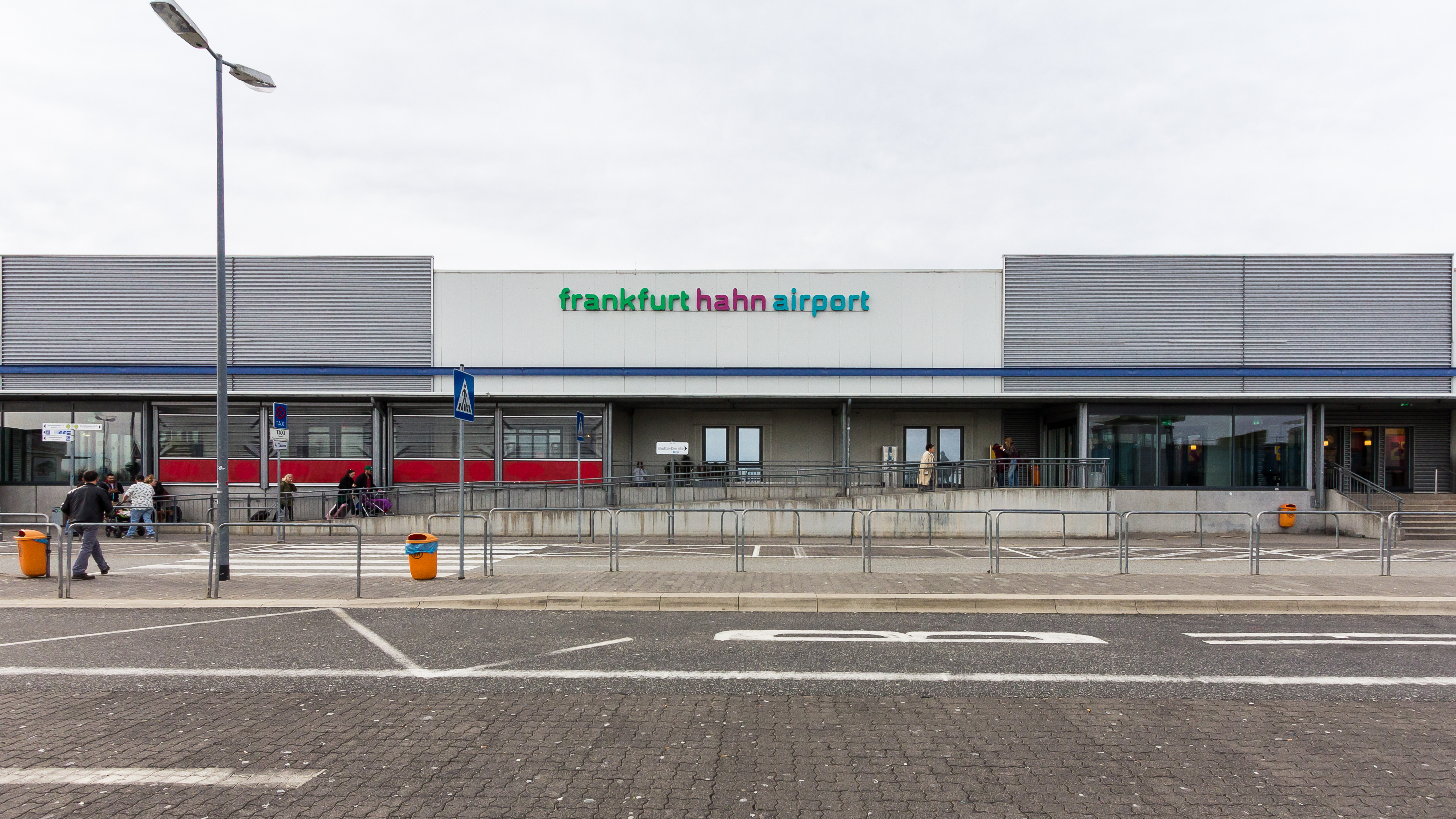
Flughafen Frankfurt-Hahn

## Breitband
Die Kreisverwaltung Cochem-Zell und weitere regionale Akteure gründeten 2011 die Breitbandinfrastrukturgesellschaft Cochem-Zell mbH (BIG), um den Breitbandausbau voranzutreiben. Mit diesem Schritt positionierte man sich als Vorreiter im Breitbandausbau, was zu überdurchschnittlichen Versorgungsquoten führte. Derzeit erreichen ca. 91 % der Haushalten die NGA-Bandbreite in Höhe von 30Mbit/s.

## Kultur und Freizeit
Im Landkreis Cochem-Zell gibt es ein kleinstrukturiertes, aber vielfältiges Freizeitangebot. Häufig ist dieses geprägt von den zahlreichen Vereinen.

### Erholungsflächen und Wanderwege
Im Landkreis Cochem-Zell gibt im Vergleich zu anderen deutschen Regionen überdurchschnittlich viele Erholungsflächen. Jedem Einwohner stehen durchschnittlich 161,4 m² Erholungsfläche zur Verfügung.
Die Grünflächen, Wälder und Weinberge sind von teils preisgekrönten Wanderwegen durchzogen. Bekannte Wege sind der Moselsteig, der Apolloweg, der BREVA-Wanderweg sowie der Klettersteig am Bremmer Calmont, dem steilsten Weinberg Europas. Der Wanderweg „Wilde Endert“ wurde 2019 zum Wanderweg des Jahres gewählt.
Neben einem Netz aus Wanderwegen gibt es auch ein Radwegenetz, das vor allem auf den touristischen Radverkehr ausgerichtet ist. Mehrere „Themen“-Radwege führen den Landkreis: Mosel-Radweg, Hunsrück-Mosel Radweg, Vulkan-Rad-Route, Geierlay Radrundweg sowie der Eifel-Schiefer Radweg.

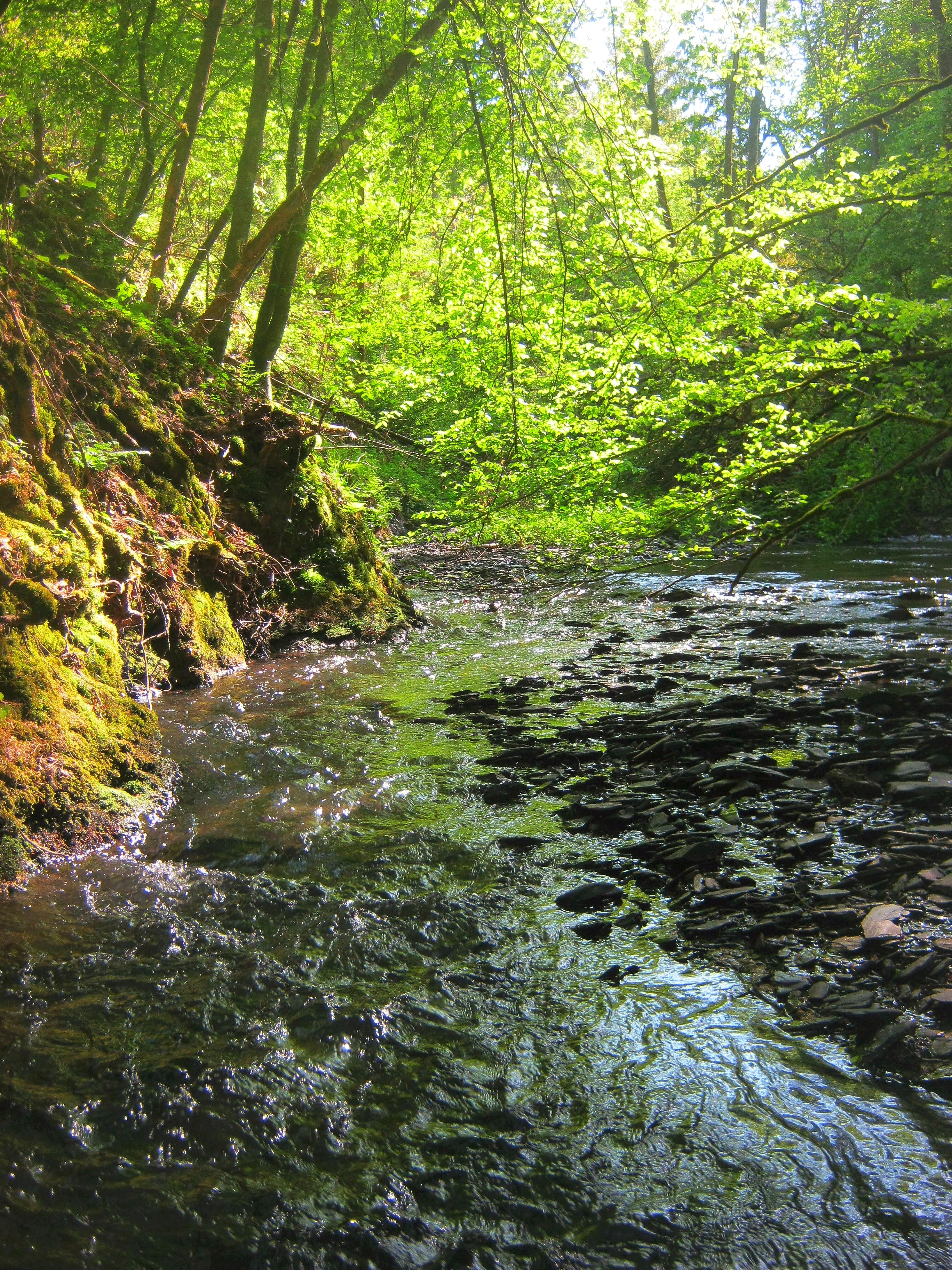
Wilde Endert
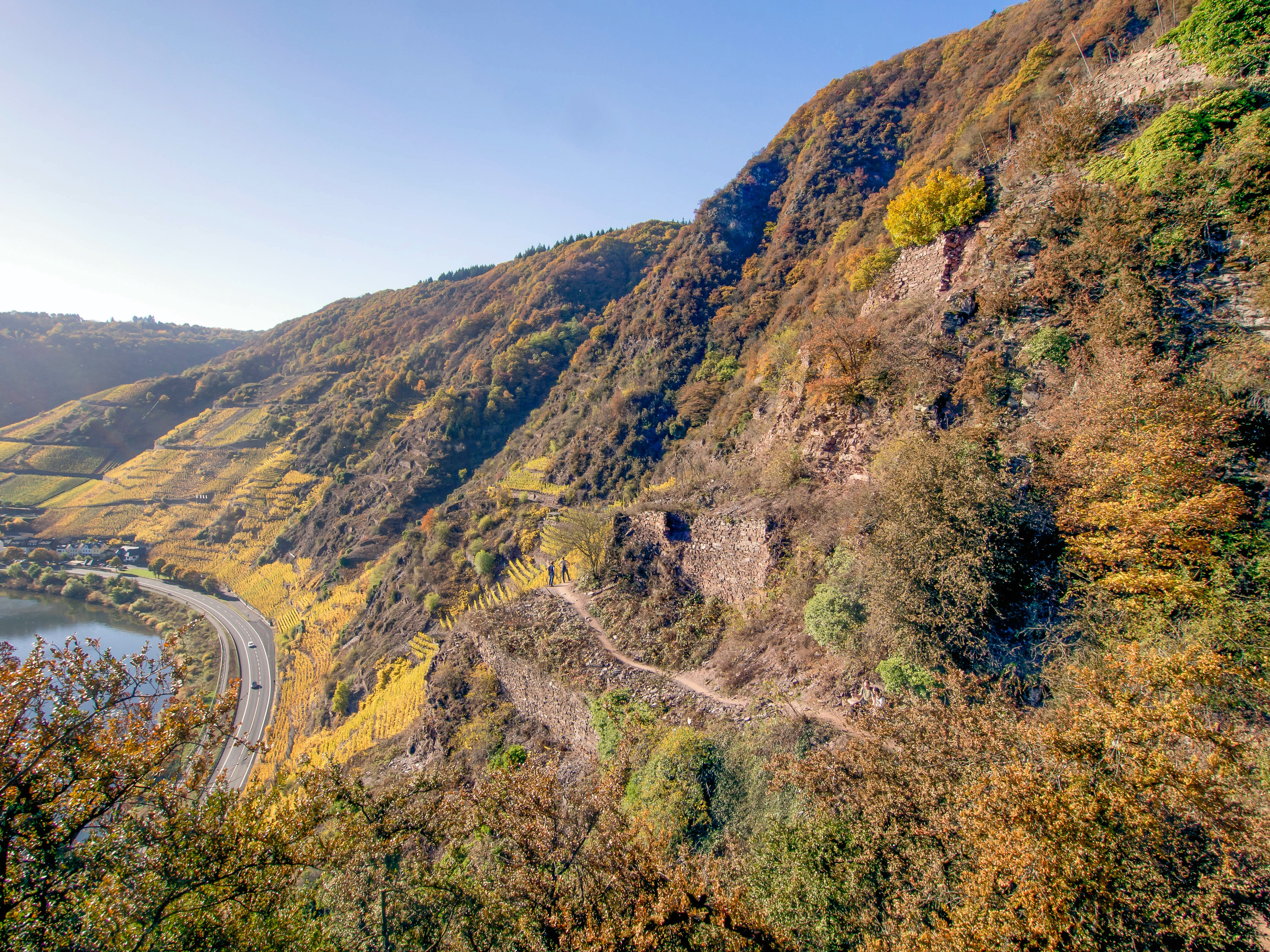
Im Calmont
Logo Vulkan-Rad-Route
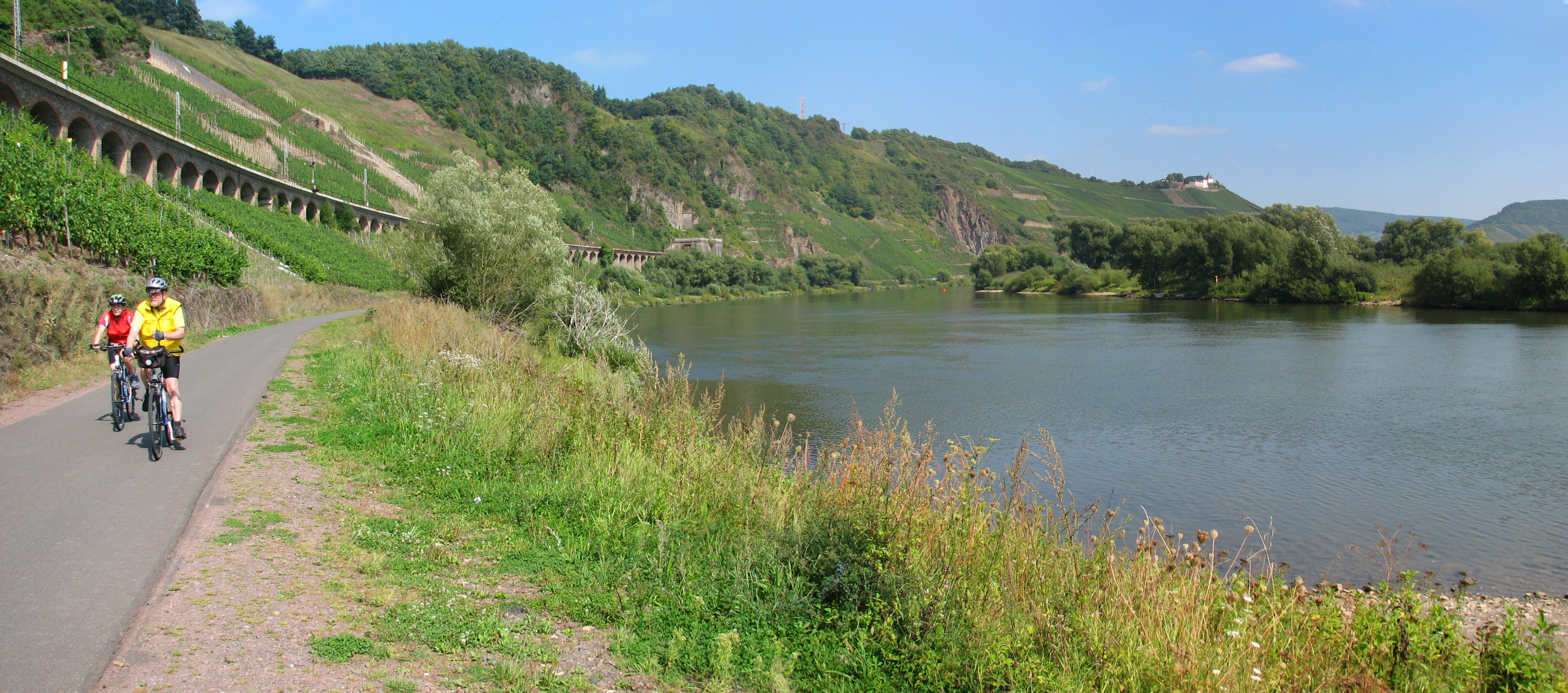
Fahrradfahrer bei Pünderich
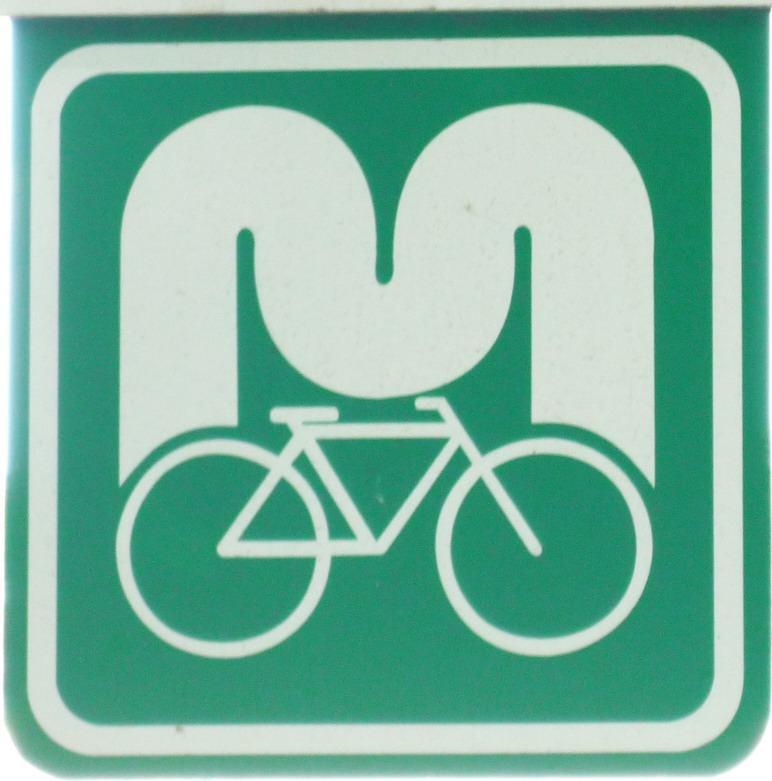
Mosel-Radweg

### Vereinsleben
Im Landkreis Cochem-Zell gibt es ein reges Vereinsleben: über 843 Vereine sind in der Vereinsdatenbank der Kreisverwaltung Cochem-Zell registriert. Dies entspricht 13,67 Vereinen je 1.000 Einwohner, was sowohl in Bezug auf den Bund als auch auf das vereinsreiche Land Rheinland-Pfalz ein überdurchschnittlich hoher Wert ist.
Durch die Sportvereine wird ein breites Angebot realisiert. Gemeinsam decken die Vereine gängige Sportarten ab und greifen Trendsportarten auf. Neben dem sportlichen Angebot entstehen durch die Vereine auch kulturelle Angebote wie z. B. Laientheater. Im Landkreis gibt es mindestens zehn Spielgruppen.

### Sehenswürdigkeiten
Zu den Sehenswürdigkeiten im Landkreis gehören u. a.:
- Hängeseilbrücke in der Geierlay,
- Bundesbank Bunker Cochem,
- Reichsburg Cochem,
- Burg Pyrmont mit Pyrmonter Mühle und Elzwasserfall bei Roes,
- Bremmer Calmont, steilster Weinberg Europas,
- Martberg Pommern,
- Ulmener Maar,
- Prinzenkopf,
- Marienburg Pünderich,
- Maria Martental,
- Kloster Maria Engelport,
- Kloster Stuben,
- Wallfahrtskirche Schwanenkirche in Roes.

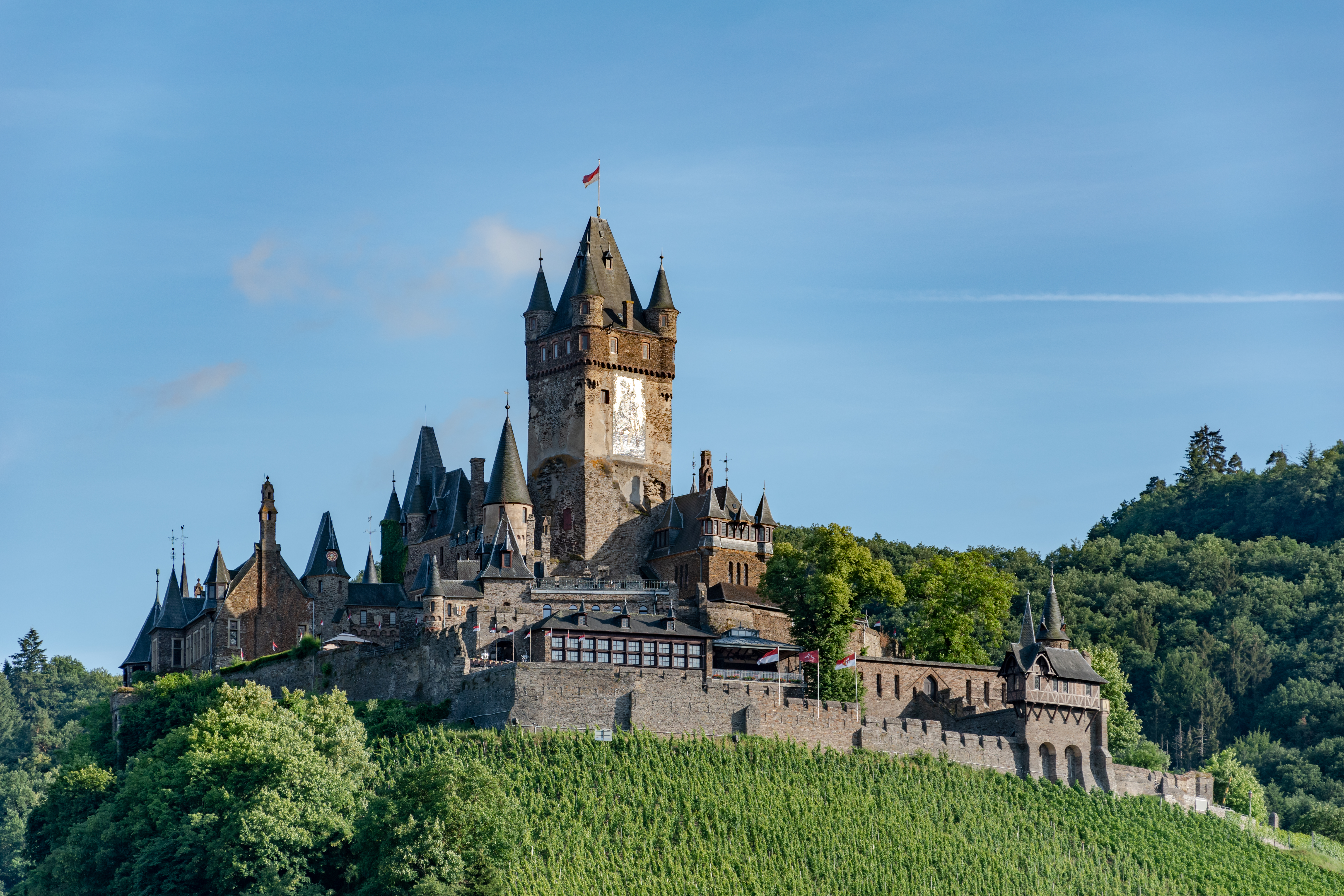
Reichsburg
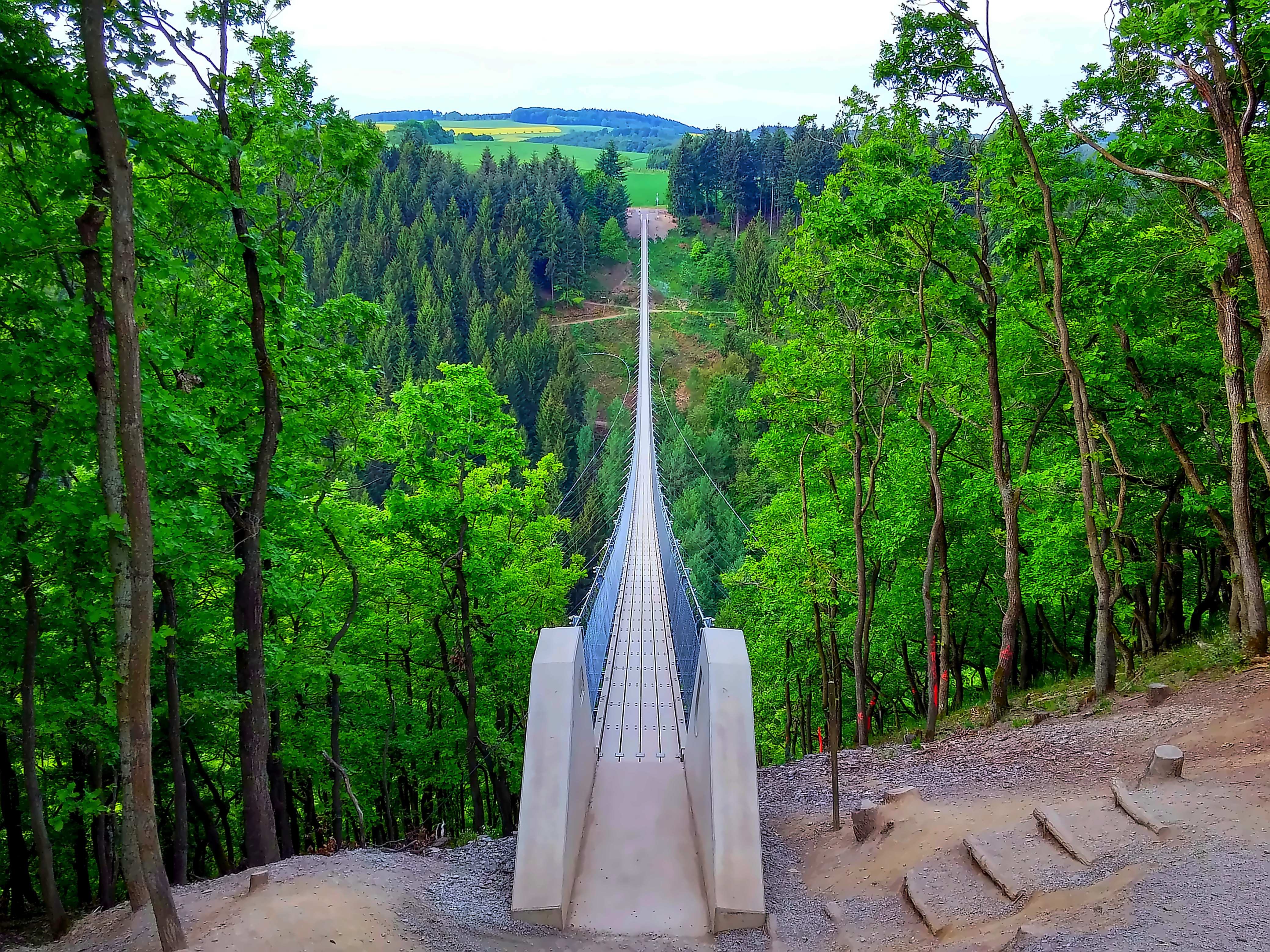
Geierlay
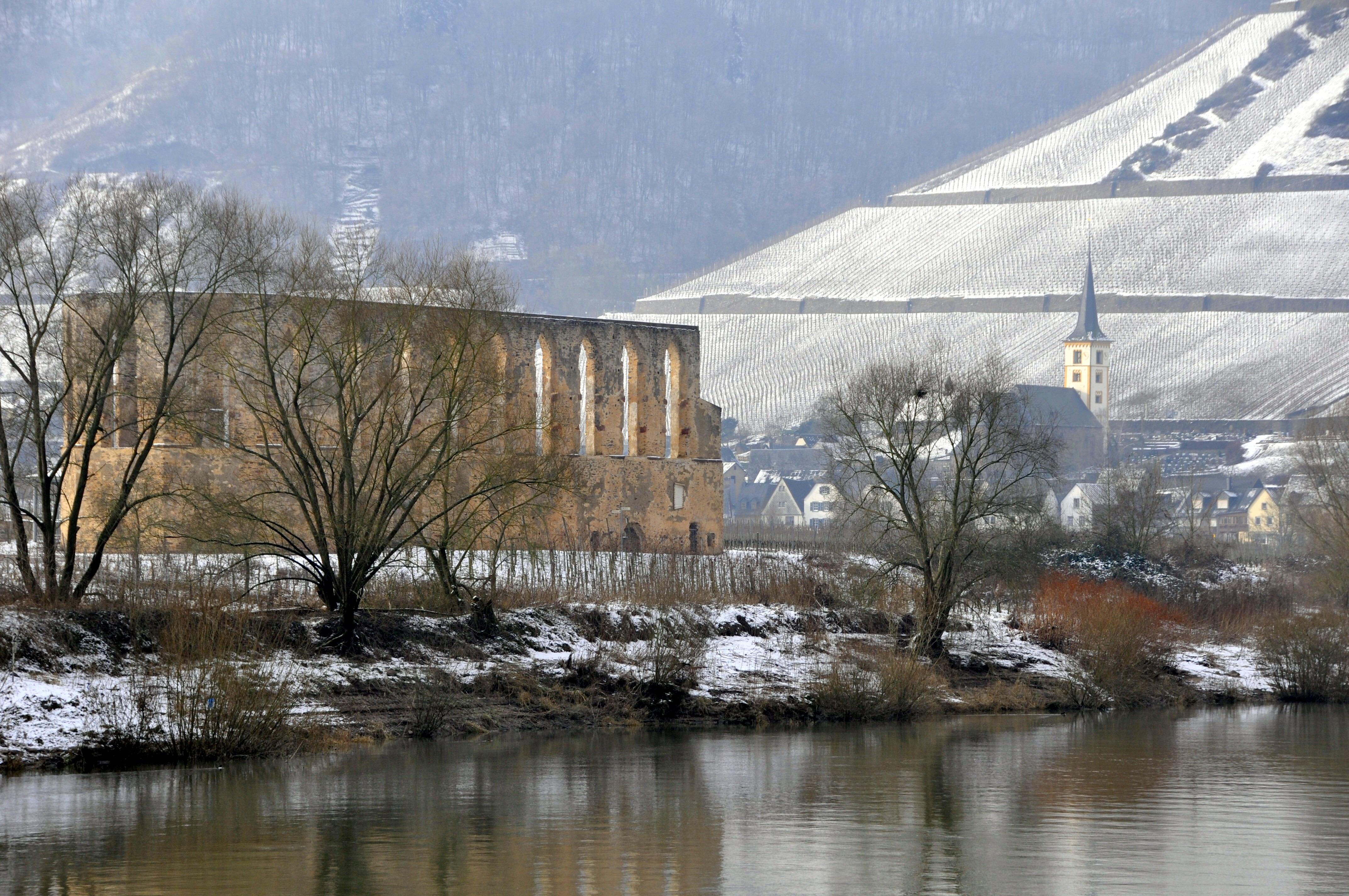
Kloster Stuben
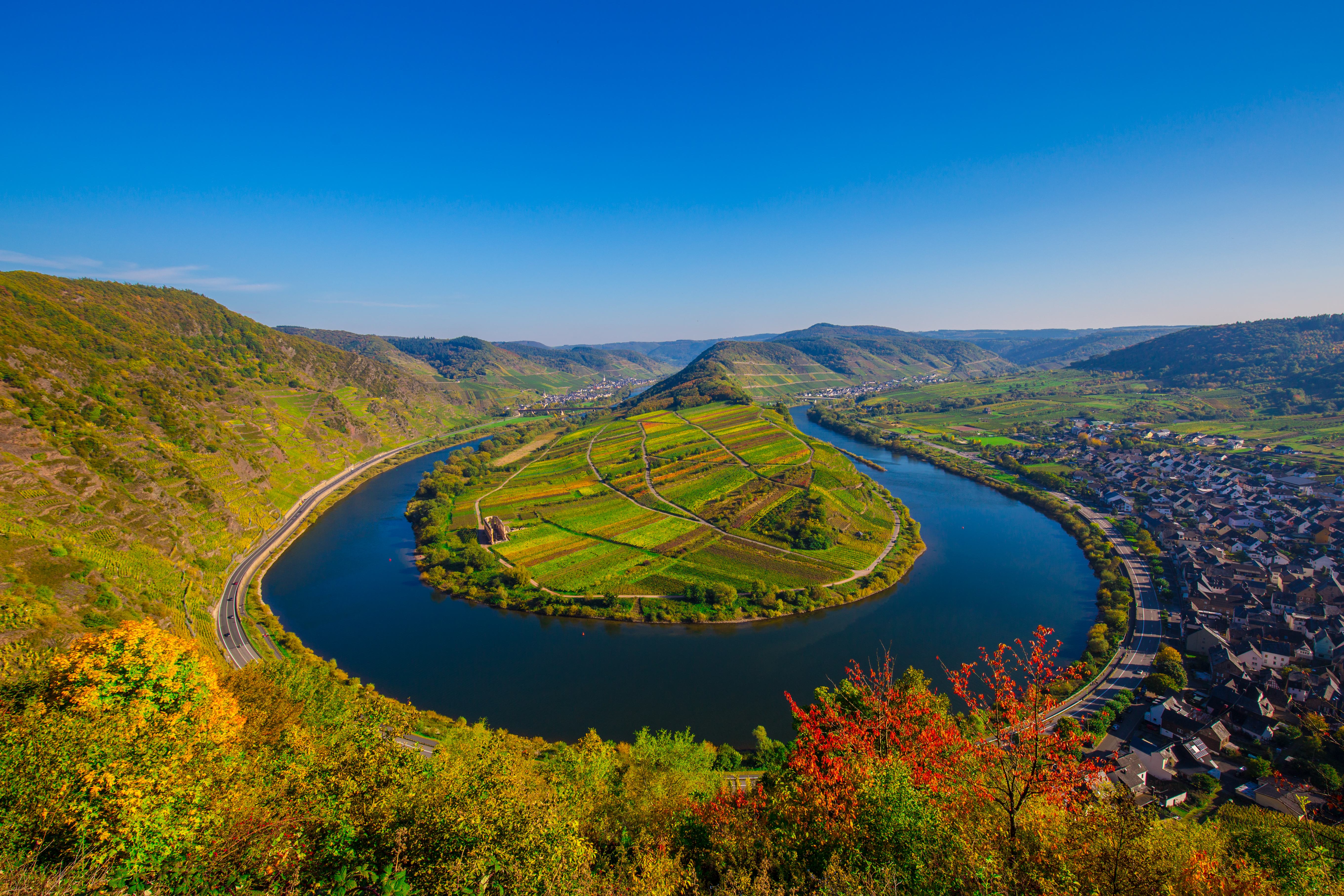
Moselschleife, vom Calmont blickend
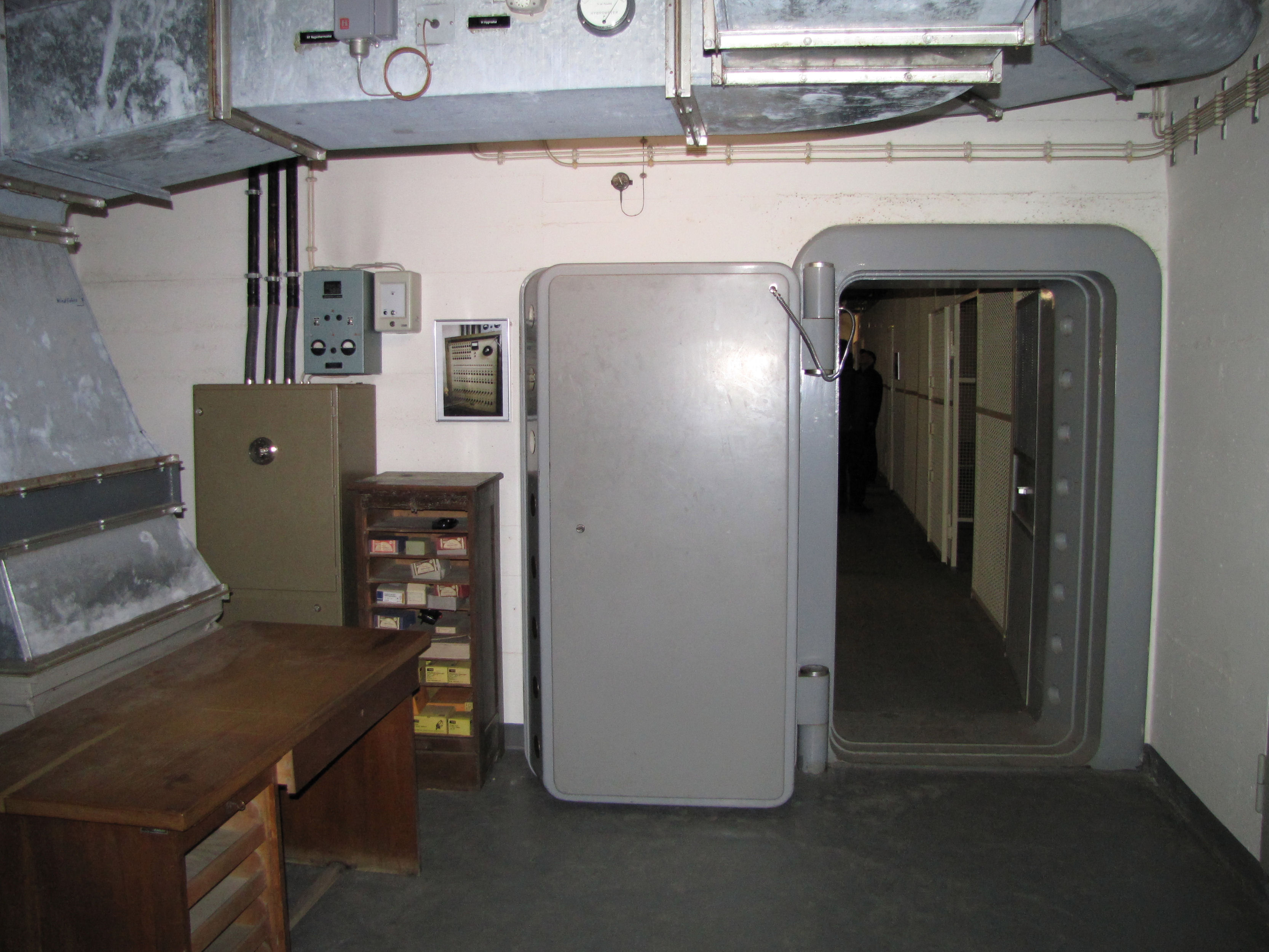
Bundesbankbunker

Daneben gibt es mehrere Museen im Landkreis wie u. a. das Wein- und Heimatmuseen Zell, das Stiftsmuseum Treis-Karden oder das Moselland Museum in Ernst.

### Freizeiteinrichtungen
Zu den beliebtesten Freizeiteinrichtungen im Landkreis Cochem-Zell zählen u. a.:
- Wild- & Freizeitpark Klotten,
- Golfplatz Ediger-Eller,
- Apollo Kino Cochem und Kulturkino Kaimt,
- Schwimmbäder in Cochem und Zell sowie die Therme in Bad Bertrich,
- Freibäder in Cochem, Ellenz-Poltersdorf und Treis-Karden.

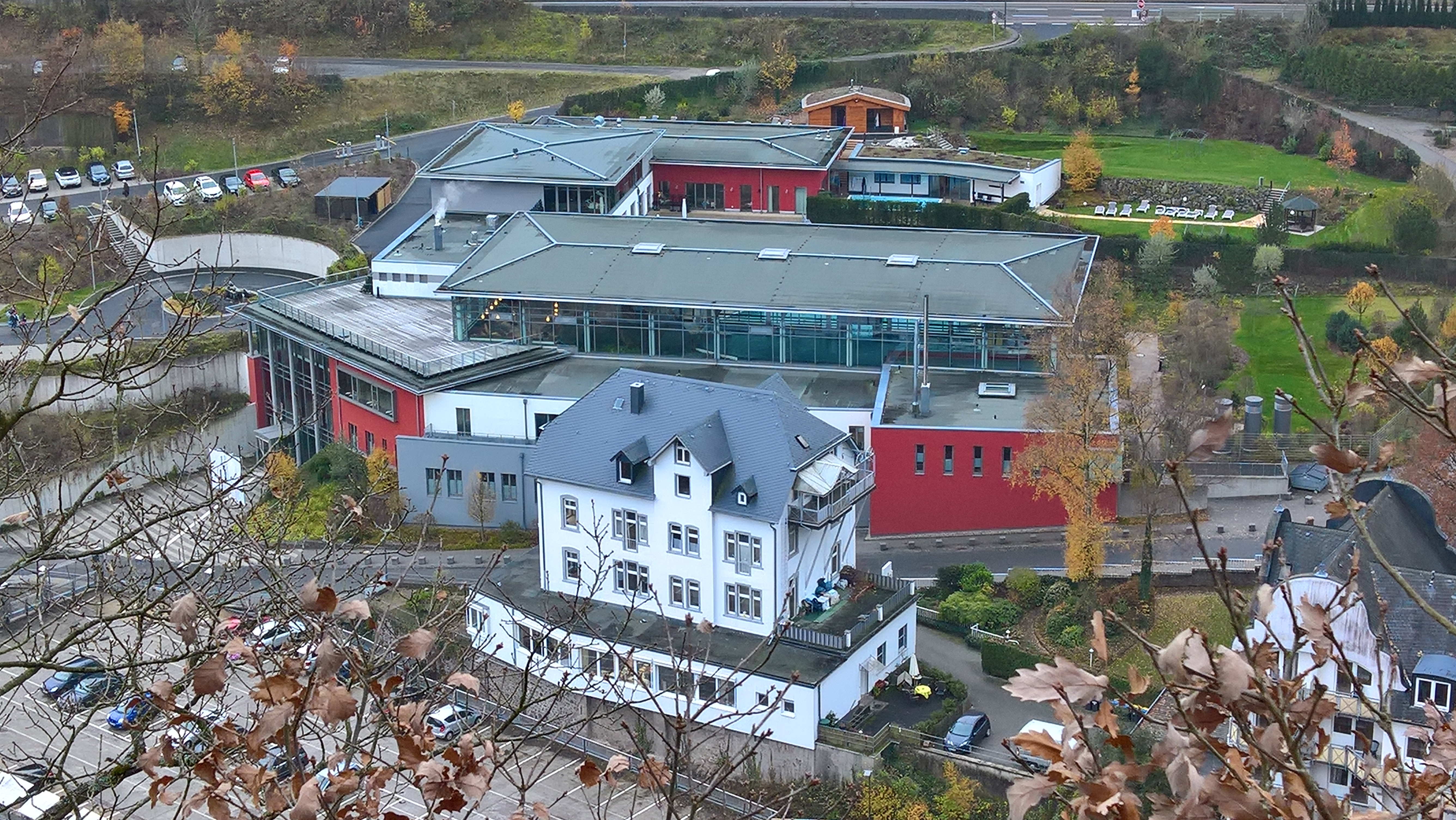
Therme Bad Bertrich
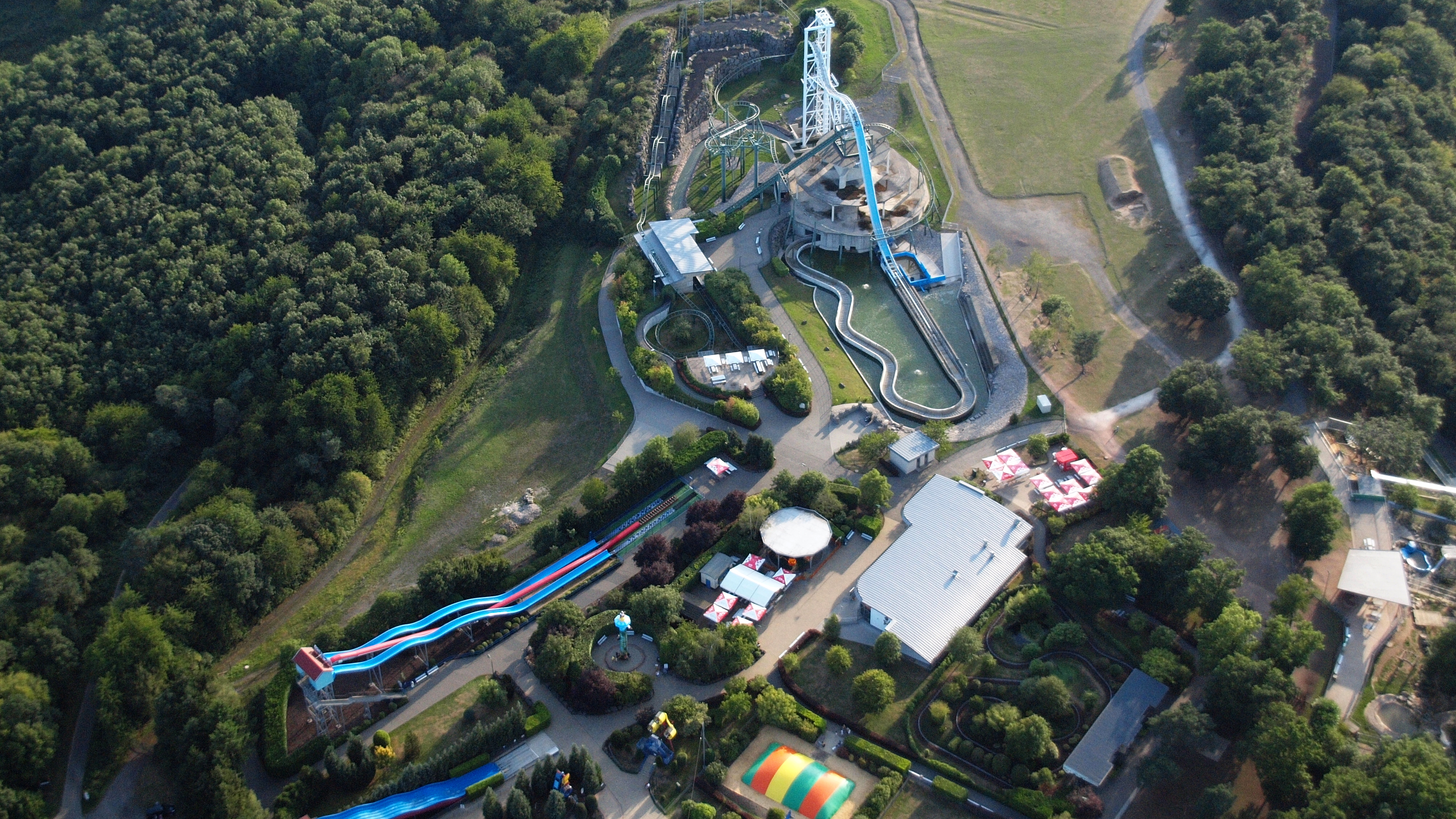
Wild- und Freizeitpark Klotten
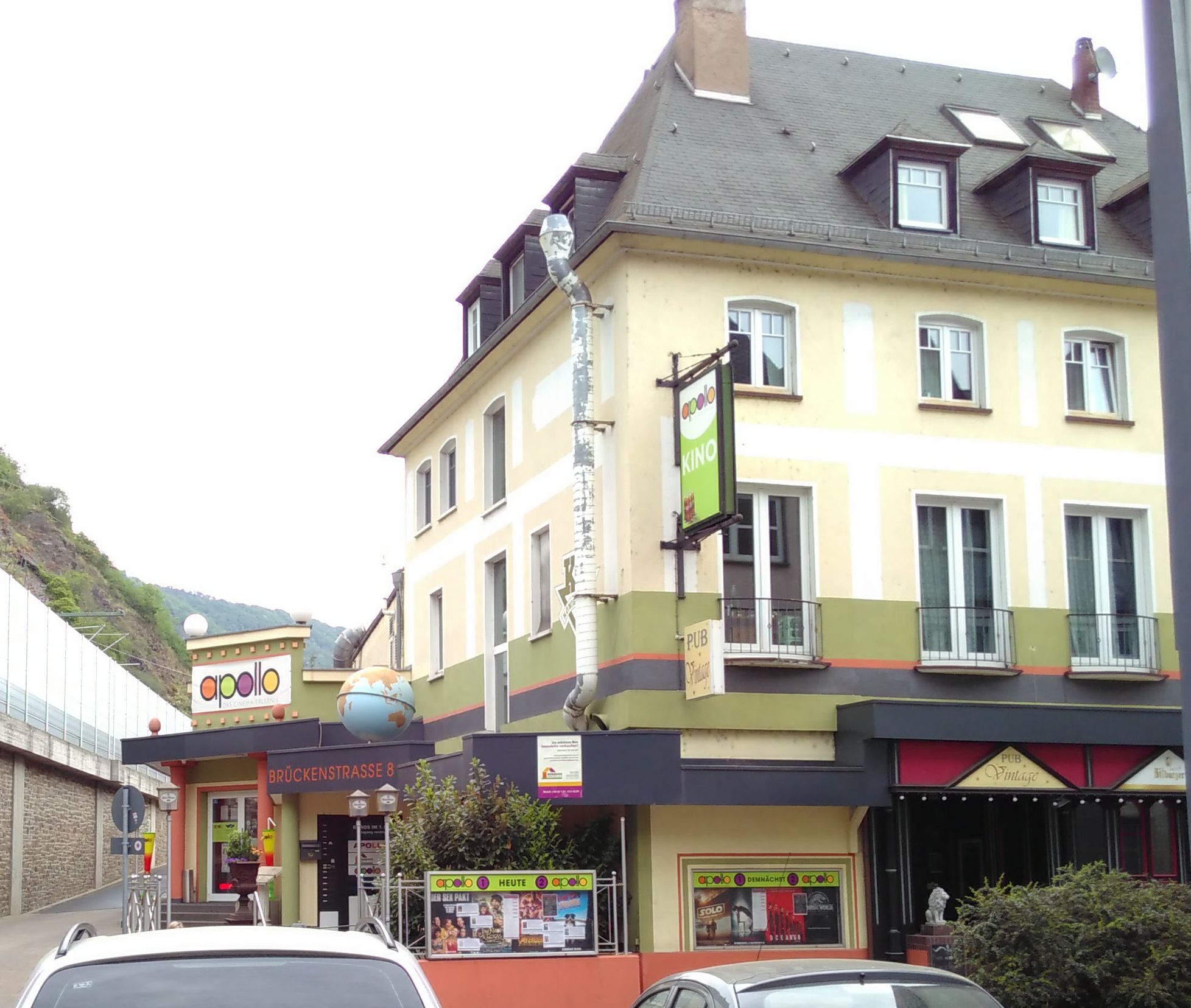
Apollo-Kino Cochem

### Kultur und Kleinkunst
Das kulturelle Angebot ist kleinstrukturiert und umfasst Konzerte, Kabarett, Lesungen und vieles mehr. Bekannte Anbieter sind u. a.:
- Alte Schule, Müllenbach,

- Musikschmiede, Kail,
- Haus Waldfrieden, Alf,
- Knebels Scheune, Forst (Eifel),
- Tannenhof, Hambuch,
- Kapuzinerkloster Cochem,
- Röhrig Kulturbühne, Treis-Karden.

Die besondere Kultur im Landkreis zeigt sich auch an zahlreichen Veranstaltungen. Hierzu gehören Weinfeste, Weinlagenfeste, Junggesellenfeste oder die Kirmes. Jedes Dorf hat dabei seine eigenen Traditionen wie z. B. die Kirmesmannbeerdigung in Bruttig-Fankel oder der „Stohlgang“ in Ediger-Eller.

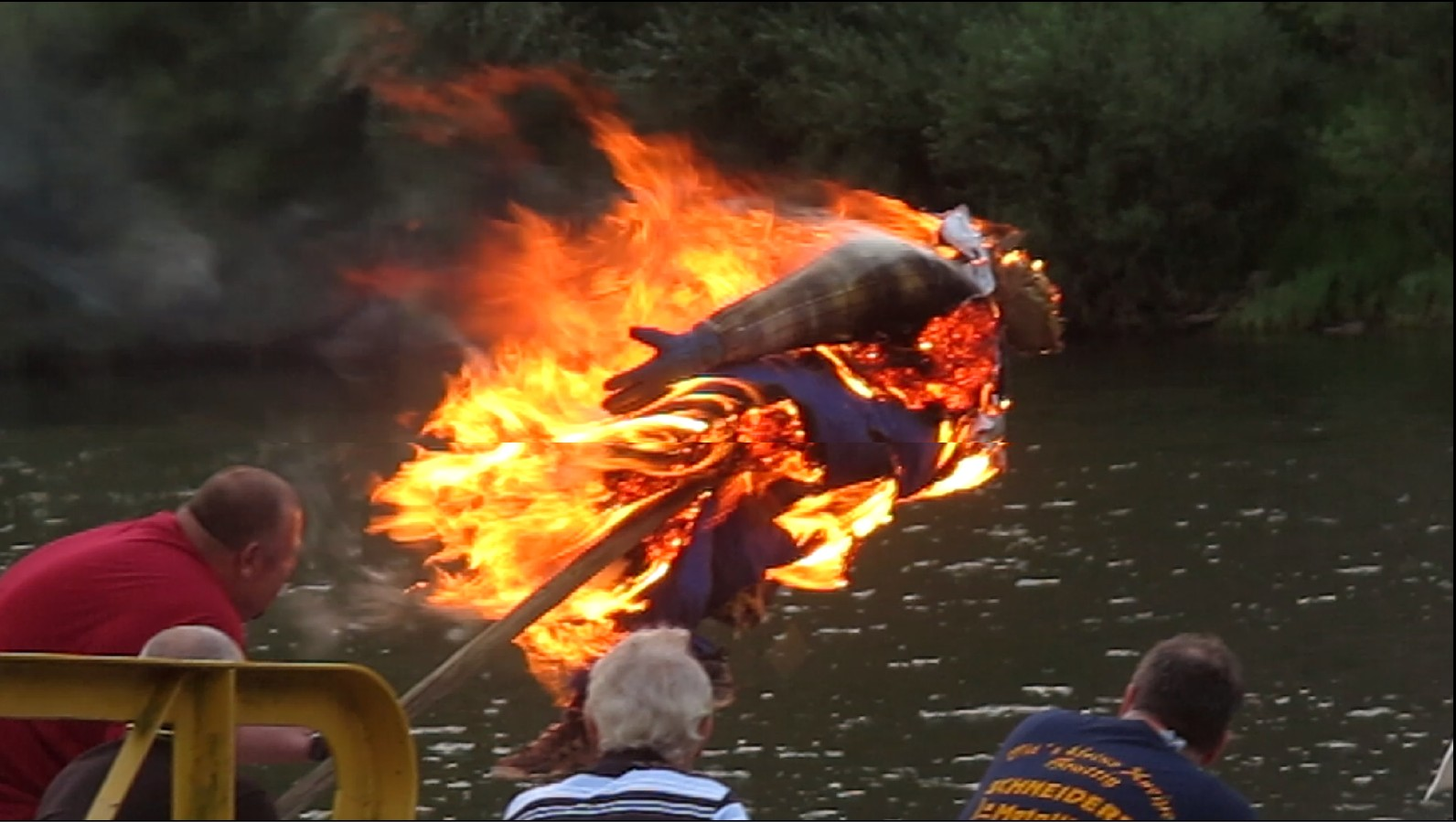
Kirmesmannbeerdigung Bruttig-Fankel
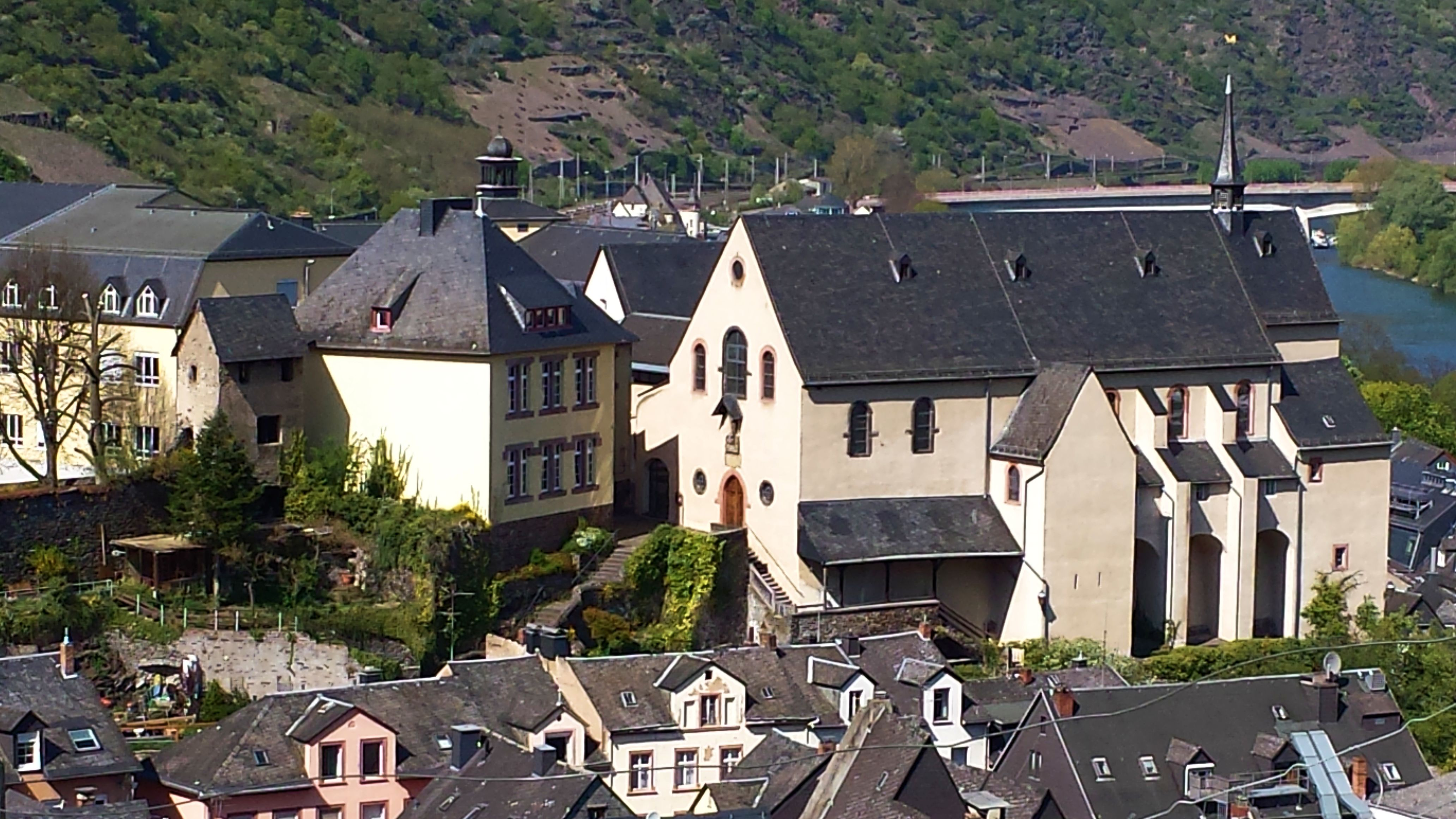
Kapuzinerkloster Cochem

## Mundart im Kreis
Im Landkreis Cochem-Zell wird heute von Ort zu Ort unterschiedlich ausgeprägt in Mundart, Moselfränkisch, gesprochen. Jeder Ort hat sein eigenes „Platt“. Zur Pflege der Mundart im Landkreis Cochem-Zell hat sich mit Unterstützung der Kreisverwaltung die Mundart-Initiative im Kreis Cochem-Zell e. V. gegründet.

## Trivia
- Die deutsche Bahn nutzte in den Jahren 2018 und 2019 gleich zwei Motive aus dem Landkreis Cochem-Zell für ihre Werbung. Die Motive sind die Hängeseilbrücke in der Geierlay sowie die Moselschleife bei Bremm. Die Kampagne für die Sommertickets wurde durch die Agentur Ogilvy entwickelt und mit dem Hashtag #spardirdenflug belegt.[53]